# ウォー・シミュレーションゲーム

緑のプレイヤーが守る島を左下側から赤のプレイヤーが攻撃する

ウォー・シミュレーションゲームあるいはウォー・ゲームとは、戦争を題材としその戦闘を再現したシミュレーションゲーム。ボードゲーム、コンピューターゲームの形式をとるものが多い。戦略シミュレーションゲーム、戦争シミュレーションゲーム、軍事シミュレーションゲームなどの呼び方もある。英語では"Wargame"と呼ばれる。

## 概要
登場する部隊やキャラクターを駒に見立てて、将棋のように盤面の上で駒を動かし、目的を達成していくゲームのこと。そのため、敵味方双方のキャラクターの特性を知り、それを生かす作戦を練ることが重要となってくるが、「目的の達成」とは、必ずしも敵を倒すことばかりでなく、敵から逃げる、敵を倒さないようにある地点に到達するなど、様々である。
シミュレーションゲームの典型例で、単に「シミュレーション」「シミュレーションゲーム」と言えばこのウォー・シミュレーションゲームを指すことも多い。
ウォー・シミュレーションゲームで使用される盤面（マップ）は通常、均質なマス目（四角形の「スクエア」または六角形の「ヘクス」）で覆われているか、地理的に意味を持つエリアに分割されている。そして部隊駒をマス目やエリアの中に配置することで、部隊の移動や攻撃のための位置関係を表現する。ただしミニチュアゲームではヘクスやエリアがなく、マップ上を自由に移動できるのが原則である。
実際のゲーム進行は、野球のイニングに似たターンと呼ばれる単位で行われ（ターン制ストラテジー、略称 TBS）、プレイヤーは「1ターンの間に手持ちの部隊駒すべてに移動、戦闘などの行動を行わせる」という行為を数十ターンにわたって繰り返す。中にはターン制ではなく実時間制（敵味方同時に駒を操作する）で進行するものもあり、それらはリアルタイムシミュレーションあるいはリアルタイムストラテジー（略称 RTS）と呼ばれる。
通常、各ウォー・シミュレーションゲームには、マップスケール（地理的縮尺）とタイムスケール（時間的縮尺）が定められている。地理的縮尺は、1ヘクスが何メートル/何キロに相当するかで表される。時間的縮尺は、ターン制のゲームの場合、1ターンが何分/何時間/何日/何ヶ月に相当するのかで表され、リアルタイム制の場合は実時間に対してゲーム時間がどれくらいに相当するのかで表される。そして、地理的縮尺やシミュレートする戦闘の規模、性質によって、戦略（級）シミュレーションゲーム、作戦（級）シミュレーションゲーム、戦術（級）シミュレーションゲームの三種に分類される（詳細は後述）。
1980年代までは紙のマップ上で紙の駒を動かすタイプがほとんどだったが、1990年代以降、家庭用TVゲーム機や個人用コンピュータが普及し始めると、コンピュータゲームソフト化され、ゲームソフトの一分野を確立するまでになった。ボード時代は基本的に対戦相手を必要とする社交性を帯びたものだったのに対し、コンピュータ化後は一人プレイ中心となったという意味では、コンピュータ化により、趣味としての性格が変化した例ともいえるが、近年ではネットワーク対戦機能も付加され、それまでは対戦できなかった遠くの相手ともゲームが可能になった。さらには既存のボードゲームをソフト上に再現し、情報をやり取りして通信対戦できるソフトも登場している。
コンピュータ・ウォー・シミュレーションゲームの中には、シミュレーションロールプレイングゲームと呼ばれる、物語の要素が強いものもある。

## 歴史
現代的なウォー・シミュレーションゲームの先祖にあたるものはボードゲーム等の伝統的な「戦場を模したゲーム」である。歴史上、ボードゲームの亜種となるルールは多数が作られてきたが、その流れの果てに、19世紀のプロイセンにおいて、戦場で兵を指揮する訓練として研究・教育手段となるクリークシュピールというものが生まれた。戦場を精巧に再現した箱庭の中で部隊の動きをシミュレートするそれは兵棋演習として後の世に根付くこととなる。
また、欧米では19世紀以前から模型は一部の層の趣味として存在していた。やがて陳列するだけでは飽き足らなくなった模型ファンたちは、動力を付けて動かすようになり、鉄道模型を始めとする可動式模型を生んだが、軍隊模型ファンの中にはただ動かすのではなく、兵棋演習のようなことを「遊び」として行ってみようという流れが生まれ、ミニチュア・ウォーゲームと呼ばれる娯楽が誕生する。ただし、この当時のミニチュア・ウォーゲームは鉛製のおもちゃの兵隊を使った戦争ごっこにルールを定めたような素朴なものにすぎなかった。
第二次世界大戦後の1954年、アメリカのチャールズ・S・ロバーツ(en:Charles S. Roberts)が、ミニチュア・ウォーゲームや兵棋演習の戦略的な部分のみに着目して、マス目が印刷された紙製の地図と、厚紙で作られた駒を使う自作のボードゲーム『タクテクス』を自費出版で販売。このゲームは彼我の戦力比によって戦闘結果が多様に変化するという概念を初めてホビー用のゲームに持ち込んだんものでもあり、ウォー・シミュレーションゲームと呼ばれるジャンルの元祖ともされている。ロバーツは1958年にアバロンヒル社を設立し、紙製の地図と駒を使ったボードゲームとしてのウォー・シミュレーションゲームを多数開発していく。その後もSPI社、GDW社などが中心となって開発が進んだ結果、徐々にアメリカ人の間に普及してゆき、1970年代には数多くのファンを獲得するに至った。
日本では1970年代後半からいくつかの模型雑誌で積極的に紹介されるようになり、一部で熱狂的なファンを生んだ。ゲームがなぜ模型誌を舞台に広まったのかというと、それはジオラマに関連する歴史がある。もともと、1970年代前半に『月刊ホビージャパン』誌上で、ミニスケール（陸戦ならHOスケール前後の）プラモデルとジオラマを利用したミニチュアウォーゲームが紹介されており、ウォーゲームと言った場合、当時はこのジオラマを利用したものを指す場合が多かったようである。これらは物差しや分度器を駆使しして、射界や射線、移動判定を行っていたが、『ウォーハンマー』を始めとする現代的なミニチュア・ウォーゲームのような整備された公式ルールはまだ存在しておらず、仲間内で独自に作成されたものが使用されることがほとんどであった。しかし、戦闘級であってもジオラマベースとしては大きなものが必要な事（当時はゲーム向きの極小スケールモデルが市販されていなかった）、プラモデルを使用する事（作成の手間や、せっかく作ったもので遊ぶ事への抵抗感。又、数が必要になる制作費の問題。保管場所に対する収納問題） などから間口が狭く、認知度はかなり低いままに紙面からは姿を消した。
だがこの流れの延長で、1970年代後半には紙とボードを使ったウォー・シミュレーションゲームが主に『月刊ホビージャパン』誌上で紹介されるようになる。紙とボードを使ったゲームは上述の手間を解決していたことから広く受け入れられ、やがてエポック社、バンダイ等国産メーカーの参入もなされた。それと同時に『タクテクス』『シミュレイター』などボードゲームのウォー・シミュレーションゲームを専門として扱う雑誌が発刊され、模型趣味の世界から独立したジャンルとして認識されるようになった。
1980年代前半にはテレビニュースなどでも報じられるまでになった。当初は「ウォーゲーム」という名称が一般的だったが、やがて「シミュレーション」という名称で呼ばれることが多くなった。当時の日本では「ゲーム」といえば『人生ゲーム』、『億万長者ゲーム』など、余興、暇つぶし、子供の戯れというイメージが強く、大人が真剣に打ち込む趣味として認知されにくいと考えられたため、「ウォーゲーム」という名称は敬遠されたと言われている。
1990年代以降、コンピューターゲームのウォー・シミュレーションゲームが台頭するようにになり、ボードゲームのウォー・シミュレーションゲームのブームは下火になった。今日では単にシミュレーションゲームといえばコンピューターゲームのことをさす場合が圧倒的に多い。
ボード・ウォーゲームが確立してからは逆輸入の形で、ミニチュア・ウォーゲームにも本格的なゲーム性が導入されるようになり、ゲーム性の高いミニチュア・ウォーゲームが新しく作られるようになった。ミニチュア・ウォーゲームでは「一人の人間個人」を象った人形を使うことから、「兵士一人一人の能力を個性化する」ことに注目するルールが発展していった。また、『ダンジョンズ&ドラゴンズ』（1974年）を元祖とするロールプレイングゲーム が生まれるに至ったのは、このようなミニチュア・ウォーゲームの進化の流れの中で、「ミニチュアを使って『指輪物語』などのファンタジー小説の世界観を再現する」というアイデアが出発点となっている。

## 媒体
上記で述べたボードゲーム形式、コンピューターゲーム形式の他に、カードゲーム形式をとったものも存在する。

## 題材
過去に行われた戦いを扱ったもの、現在行われている紛争を扱ったもの、小説、アニメ、漫画などに描かれた架空の戦いを扱ったもの、現代、近未来を舞台にした架空戦（例：米中戦争）、架空の過去を扱ったもの（例：第二次世界大戦で勝利した日本とドイツの戦い）など。
ほとんどは戦争が絡むものだが、中にはゾンビで溢れているショッピングモールから散弾銃で身を守りつつ逃げ出すもの（SPI『ゾンビ!』）、どたばたラブコメを題材にし、ライバルを蹴落としながら町中を走り回って買い食いをするものなどもかつて存在した（ツクダホビー『うる星やつら「友引町買い食いウォーズ」』）。

## 種別
主に近代以降の戦争を扱ったものを例にして説明する。中世以前の戦いを扱ったものの場合は、部隊規模はもっと小さくなる。

### 戦略級
1ターンは数週間から数ヶ月、1ヘクスは数十から数百キロに相当し、1つの部隊駒は1個師団、1個軍団（数個師団）ないし1個軍（五〜十五個師団）程度を表す。プレイヤーは一方面軍の総司令官か1国の国軍総司令官（数十〜百個師団を統率）、ないし1国の元首の立場をプレイする。部隊が射程を持つことはない（となりのヘクスの敵しか攻撃できない。ただし大陸間弾道弾や中長距離ミサイルなどの戦略兵器が登場する場合、希に射程や影響範囲を持つ場合がある）。海軍や空軍は、部隊の移動、戦闘という形ではなく、ある海域/空域に対する制海権/制空権といった形で表現される場合もある。大抵は、資源を集め兵器を生産するといった生産システムが備わっている。
ヘクス制のマップではなく、エリア制のマップを採用しているものも多い。

### 作戦級（戦役級）
1ターンは半日から一週間、1ヘクスは数キロから数十キロに相当し、1つの部隊駒は1個大隊、1個連隊ないし1個師団程度を表す。プレイヤーは軍団長（数個師団を統率）、軍司令官（五〜十五個師団を統率）ないし軍集団司令官（数十個師団を統率）の立場をプレイする。一般の部隊が射程を持つことはない（となりのヘクスにしか攻撃できない）が、砲兵は射程を持つ（2ヘクス以上離れたところを攻撃できる）ことがある。空軍は、比較的規模の大きい作戦級の場合は部隊駒として表され、移動、戦闘という形で数日間にわたる数次の出撃を抽象的に表現するものもあるが、小規模作戦級の場合は、航空支援ポイントなどの形に極めて抽象化されていることが多い。
コンピューター・ウォー・シミュレーションゲームの分野では、純粋な作戦級はほとんどなく、戦略級ゲームでありながら局地戦を再現する際に一時的に作戦級に切り替わるという形をとる。コーエーの信長の野望シリーズにおけるエリア内戦闘マップなどがその例である。
実際の軍隊で使われる兵棋演習に一番近く、かつてのボード・ウォー・シミュレーションゲームはこの作戦級が定番だった。
なお、1941年から1945年にわたる独ソ戦全体などを扱った、比較的規模の大きい作戦級を、「キャンペーン（戦役）級」などと称して区別する場合もある。
また、地理的縮尺は作戦級と同程度ながら、時間的縮尺が1ターン＝数時間程度の、空母同士の戦いを扱ったゲームは「空母戦作戦級」などと呼ばれる。他の作戦級に比べると、兵器の個性が出るためか、一般にも人気が高い。

### 戦術級（戦闘級）
1ターンは数秒から数時間、1ヘクスは数メートルから数百メートルに相当し、1つの部隊駒は1個人、1兵器から1個中隊程度を表す。プレイヤーは小隊長（数十人を統率）から師団長（一万数千人を統率）の立場をプレイする。ほとんどの部隊が射程を持っている（何ヘクスも離れた敵を攻撃できる）。
1駒＝1兵器単位の戦術級ゲームの中には、兵器操縦シミュレータや、チェスや将棋などの伝統的なボードゲームに近い性格を持ったものもあり、この規模のゲームを特に「戦闘級」と呼称する事もある。「戦術級」と「戦闘級」の境界は抽象化された部隊の有無が大きく、仮に兵器などがユニット名（零戦、IV号戦車など）として登場する場合でも、それが部隊単位として集団で登場すれば戦術級、兵器が1機単位でユニットになり、兵士やパイロットなどキャラクター要素がある物を主に戦闘級に分類する場合が多い。

## システム

### マップ
ウォー・シミュレーションゲームで使用される盤面（マップ）にはさまざまなタイプがある。
- 定形のマス目で覆われているもの。マス目の形には「ヘクス」（ヘックス）（hex。hexagonの略）と呼ばれる正六角形と「スクエア」（square）と呼ばれる正方形（または長方形）とがある。ヘクスは移動方向の自由度を重視するものによく用いられ、スクエアはゲームルールやゲームデザインの簡略化などを目的として使用される傾向がある。
  - マスの形はスクエアだが、列ごとにレンガ積みのようにずらして、マスどうしの位置関係をヘクスの場合と同じにしているマップもある。四角いコマを六角形のマス（ヘクス）に置くと無駄なスペースが生じるが、列をずらしたスクエアなら無駄がなく、わずかながらマップの面積を節約できる。
- 不定形の領域（エリア）に分割されているもの。エリアは通常、政治・地理的な意味によって分割される。たとえば日本史物なら相模国、加賀国、アメリカ独立戦争ならヴァージニア、マサチューセッツ、三国志物なら汝南、漢中などである。
  - 変種として、エリアを点に、エリア間の境界を線に置き替えたポイント・トゥー・ポイント式と呼ばれるマップもあり、機能としてはエリア式と同じである。
- 小単位に分割せず、実際の地形と同様に自由に移動できるもの。ボードゲームでは少ないが、ミニチュアゲームの場合はこれが原則である。

後に現れたコンピューター・ゲームの場合、初期にはマス目やエリアを使うものがほとんどだったが、処理能力の向上に伴ってミニチュアゲームのように自由に移動できる方式も増えている。特にリアルタイムストラテジーはほとんどがそうである。
マップには地形が描かれていることが多く、部隊が移動、戦闘を行う際に影響を及ぼす。たとえば道路に沿って移動すると移動距離を通常より長くできる、山岳が描かれたヘクスに陣取る部隊は防御が有利になるなどの効果を持つ。戦術級においては、射程内の敵であっても地形によって射線が遮られ攻撃不可となるなどの効果もある。

### ユニット
部隊駒のことを「ユニット」と呼ぶ。
ユニットには攻撃力、防御力、移動力などの数値が定められている。ボード・ウォー・シミュレーションゲームの場合はそれらが紙の駒の上に印刷されている。コンピューター・ウォー・シミュレーションゲームの場合は「情報を見る」などのコマンドでそれらの数値を参照することができる。
戦術級ボード・ウォー・シミュレーションゲームのユニットには普通、数値以外に、他との識別のために兵器のグラフィックが描かれている。一方、近代以降を扱った作戦級、戦略級ではNATOで採用されている兵科記号が印刷されているのが一般的である。コンピューター・ウォー・シミュレーションゲームにおいてはユニット自体が兵器の形のグラフィックで表されることが多い。
空母戦作戦級などでは、敵の部隊の位置や内容がわからないようになっていて偵察行為によって探り出すことがプレイの重要な部分を占める。ボード・ウォー・シミュレーションゲームでは、印刷された数値が相手のプレイヤーに見えないように、本物のユニットの代わりに、ダミー駒をマップ上に配置するというシステムをとる。

### 初期配置
コンピューター・ウォー・シミュレーションゲームでは、選択したシナリオ（後述）に応じて、敵味方の部隊駒が自動的にマップ上に配置されるが、ボードゲームではプレイヤーの手でシナリオに従い配置しなければならない。

### ターン
概要でも述べた通り、ウォー・シミュレーションゲームの進行は、野球の回に似たターンと呼ばれる単位で行われることが多い。1ターンの間に両陣営は、自分の指揮下にあるすべての部隊駒に移動、戦闘といった行動を行わせる。両軍のすべての部隊駒が行動を終えた時点で次のターンへ移行する。

#### フェイズ
部隊のとる行動によって、1ターンを複数の「フェイズ」に分割する場合もある。例えば、「移動フェイズ」と「戦闘フェイズ」に分割されている場合、プレイヤーは移動フェイズ中にすべての自軍部隊に移動を行わせ、次に戦闘フェイズにおいてすべての自軍部隊に戦闘を行わせる、という手順となる。
ボードタイプのウォー・シミュレーションゲームではフェイズ制をとる場合がほとんどであるのに対し、コンピューターのウォー・シミュレーションゲームではあまり用いられず、一部隊ごとに移動と戦闘を両方解決してしまうことが多い。

#### プレイヤーターン
多くのウォー・シミュレーションゲームでは、一方の陣営がすべての部隊に任意の順で行動を行わせた後、他方の陣営の行動に移るという手順を踏む。野球でいえば各回における「表」「裏」に相当する。この「表」「裏」の一つ一つをプレイヤーターンと呼ぶ。
プレイヤーターン制を採用していない場合、各フェイズごとに先攻、後攻が決まるものもあれば、ランダムに、あるいは一定の条件に従って敵味方関係なく部隊の行動順が決まるものもある。

#### 行動の任意性
移動は一般には強制されるものではなく、すべての部隊が行動してもよいし、一部の部隊のみが行動してもよい。全てのユニットに行動させずターンを終えてもよい。また、大抵の場合どの部隊から行動を行わせるかの決定権もプレイヤーにある（強制的に決まる場合もある）。
逆に、行動可能な部隊数などが自動またはランダムで制限される場合もある。

#### 戦闘の解決
一般に戦闘は会戦級または戦術級に多い「射撃戦闘型」と、作戦級以上に多い「戦力比型（又は戦力差型）」に大別される。
前者は射撃可能なユニットは全て攻撃できる「相互射撃」か「手番側のみの射撃（またはそのフェイズに指定された側のみの射撃）」に大別される。射撃を行うユニットの攻撃力合計でその戦闘における火力が決まり、その打撃を対象ユニットが受ける。
後者では、戦闘に参加する双方の部隊が双方のその戦闘における参加戦力差または戦力比とダイス目を元に戦闘結果表（CRT)で結果を求めるやり方で、比較的手間がかからない。損害は両軍が受ける可能性もあり、どちらかのみが一方的な損害を受ける可能性もある。
戦力比（戦力差）型においては、一般に隣接しているユニット同士が戦闘を行うが、「マストアタック」と「メイアタック」に大別される。
「マストアタック」においては、敵ユニットに隣接しているなどの条件を満たすユニットは全て攻撃を行わなければならず、また味方ユニットに隣接している敵ユニットは全て攻撃されなければならない。そのため、攻撃を行うプレイヤーに条件が厳しい。
「メイアタック」においては、戦闘を行うかどうかは一切の自由であり、攻撃を行わないユニット、攻撃を行われない敵ユニットが存在しても構わない。
「選択式マストアタック」などと呼ばれる、攻撃を行うかは自由であるが、行う場合にはマストアタック同様の制限がかかる、などのシステムも少数ながら存在する。
一般に射撃戦闘型と戦力比（戦力差）のどちらかを使用するが、両方を使用するものもある。例えば射撃戦を「射撃戦闘型」で行い白兵戦を「戦力差型」で行う、または砲兵射撃を「射撃戦型」で行ってそれ以外の攻撃を「戦力比型」で行う、などである。

#### ターン進行の例
プレイヤーターン制、フェイズ制ボードゲームの例
- 第一ターン
  - A軍プレイヤーターン
    - 移動フェイズ：A軍プレイヤーが指揮下にある任意の部隊を任意の順に移動させる。すべて移動させてもよいし、一部を移動させてもよいし、一つも移動させなくてもよい。
    - 戦闘フェイズ：A軍プレイヤーが指揮下にある任意の部隊で任意の順に任意の敵部隊を攻撃する。すべての部隊で攻撃してもよいし、一部の部隊で攻撃してもよいし、全く攻撃しなくてもよい。

  - B軍プレイヤーターン
    - 移動フェイズ：B軍プレイヤーが（以下A軍プレイヤーターンに同じ）
    - 戦闘フェイズ：B軍プレイヤーが（以下A軍プレイヤーターンに同じ）
- 第二ターン（以下繰り返し）

プレイヤーターン制、非フェイズ制コンピューターゲームの例
- 第一ターン
  - A軍プレイヤーターン（プレイヤー）：プレイヤーが指揮下にある任意の部隊を任意の順に行動（移動＆攻撃）させる。すべて行動させてもよいし、一部に行動させただけでターンを終了してもよいし、一つも行動させずにターンを終了してもよい。
  - B軍プレイヤーターン（CPU）：CPUが指揮下にある任意の部隊を任意の順で行動させる。
- 第二ターン（以下繰り返し）

非プレイヤーターン制、フェイズ制（フェイズ内先攻後攻制）ボードゲームの例
- 第一ターン
  - 行動順決定フェイズ：どのプレイヤーが先に行動するかをランダムに決める。
  - 移動フェイズ：まず先攻プレイヤー指揮下にある任意の部隊を任意の順に移動させる。次に後攻プレイヤーが（以下同）
  - 戦闘フェイズ：まず先攻プレイヤー指揮下にある任意の部隊で任意の順に任意の敵を攻撃する。次に後攻プレイヤーが（以下同）
- 第二ターン（以下繰り返し）

非プレイヤーターン制、非フェイズ制コンピューターゲームの例
- 第一ターン
  - 最初に行動する部隊がランダムに決まる。その部隊を指揮するプレイヤーが行動（移動＆戦闘）させたら、次に行動する部隊がランダムに決まる。その部隊を指揮するプレイヤーが（以下同）
- 第二ターン（以下繰り返し）

また、戦術級ボードゲームではもっと複雑な手順をとることも多い。以下はその一例
- 第一ターン
  - A軍プレイヤーターン
    - 第一行動フェイズ：A軍プレイヤーが指揮下にある任意の部隊を任意の順で行動（移動か戦闘かどちらか）を行わせる。すべてに行動させてもよいし、一部にだけ行動させてもよいし、一つも行動させなくてもよい。
    - 第二行動フェイズ：A軍プレイヤーが（以下同）
    - 敵軍反応フェイズ：B軍プレイヤーが（以下同）
    - 第三行動フェイズ：A軍プレイヤーが（以下同）

  - B軍プレイヤーターン
    - 第一行動フェイズ：B軍プレイヤーが（以下同）
    - 第二行動フェイズ：B軍プレイヤーが（以下同）
    - 敵軍反応フェイズ：A軍プレイヤーが（以下同）
    - 第三行動フェイズ：B軍プレイヤーが（以下同）
- 第二ターン（以下繰り返し）

この他、敵味方が一部隊ずつ交互に行動させるという、将棋やチェスに似た手順をとるものもある。

### リアルタイム制
より実戦に近づけるため、両軍の進行を同時に行うリアルタイム制の導入は度々模索された。しかし、ボードゲームでは困難で、本格的に導入されたのはコンピューターゲーム化してからである。
リアルタイム制と言っても完全に同時進行であることは少ない。ゲームにより呼称が異なるが、「作戦フェイズ」と呼ばれるフェイズでプレイヤーが各ユニットの行動を決定し、「行動フェイズ」と呼ばれるフェイズで移動、戦闘が行われる。プレーヤーは行動フェイズ中にも各ユニットへの行動修正命令を出せ、戦場での不確定要素に対応する。

### プロット制
ユニットの移動と行動を、あらかじめ記録用紙に記入するリアルタイム制のバリエーション。その性質上、通常は敵味方の二勢力が基本で、ゲームに導入が難しい同盟軍や中立軍と言った第三以上の勢力を簡単に導入出来るメリットがある。
記録用紙へ駒毎に記入の必要がある為、『ディプロマシー』等、移動ユニット数の少ないマルチプレイヤーズゲームに導入される場合が多いが、空戦、海戦、戦車戦等の戦闘級ゲームにも用いられている。ただし、プレイヤー個人が扱うユニット数が増えれば増えるだけ時間が掛かる負の側面があり、特に戦闘級で敵味方入り乱れての大会戦をプレイアブルに進めたい場合、多人数プレイでなければ難しくなってしまう。

### 部隊の移動
部隊はとなりのヘクス、エリアに進入する際に定められた移動力を消費してゆき、移動力がゼロになったらそのターンはそれ以上移動することができない。陸軍部隊の場合、進入するヘクス、エリアの地形によってはより多くの移動力を消費することになる。例えば、平地ヘクスに進入する際の消費移動力が1、山岳ヘクスに進入する際の消費移動力が3と定められているゲームにおいて、15の移動力を持つ部隊は、平地ヘクスだけを移動するなら15ヘクス移動できるが、途中で二回山岳ヘクスに進入してしまったら11ヘクスしか移動できないことになる。
当然ではあるが、陸軍部隊は海上ヘクス/エリアには進入できず、海軍部隊は陸地ヘクス/エリアには進入できない（ただし『ディプロマシー』のように上陸作戦との形で、海軍ユニットが沿岸エリアへ進入可能なゲームもある）。
エリア制の場合、基本的に敵の部隊が存在するエリアへの進入が認められているが、ヘクス制の場合は通常、敵味方の陸軍部隊が同一ヘクスに存在することは許されない（空軍、海軍は許される）。
移動力は一ターンごとに定められた一部隊固有の数値であり、次のターンに持ち越したり、他の部隊に譲ることはできない。但し、一部隊に与えられた移動力のうちいくつを消費するかはプレイヤーの任意である。上記の例でいうと、15の移動力を持つ部隊が平地を10ヘクス移動しただけで移動をやめてしまってもかまわない（しかし、残りの5移動力を次のターンに持ち越したり他の部隊に譲ることはできない）。
ゲームの途中でマップ外から援軍が進入してくるものもある。

### スタック
将棋やチェスと違い、一つのヘクス/エリアに自軍部隊駒を複数配置することが許可されている場合が多い。一つのヘクス/エリアに複数の部隊駒を配置することをスタック、もしくはスタッキングと呼ぶ。また、一つのヘクス/エリアに配置された部隊駒の「一かたまり」をもスタックと呼ぶことがある。

### ZOC
ヘクス制をとるゲームにおいては、各部隊は配置されているヘクスに隣接する六ヘクスに対し、ZOC（Zone of Control：支配地域）と呼ばれる特殊な影響力を及ぼす範囲を持っている。普通、移動中の部隊は敵部隊のZOCに進入したら、まだすべての移動力を使いきっていなくても、それ以上移動できなくなる（「進入停止」と呼ぶ）。但し、移動開始時点にすでに敵のZOC内にある場合は、まずZOC外のヘクスに出るのであれば、以降は何の制限もなく移動を続けることができる（再びZOCに入ればそこでまた進入停止）。逆にいうと、移動開始時点に敵のZOC内にあり、かつ周囲を完全に敵のZOCで囲まれている部隊は、全く移動することができない（包囲されていることになる）。
包囲されると援軍が送れない、不利でも撤退することができない、より多くの敵から攻撃を受けるなどの不利益を被るため、実際のプレイでは、部隊を1〜2ヘクスおきに配置した列（戦線）を作ることによって包囲を避ける戦術をとることが多い。
進入停止制ではなく、通常より多くの移動力を消費することによってZOCを突破できるシステムを持つものもある。

### 戦闘
戦術級の場合は射程内の敵部隊を、砲兵やミサイルユニットのない作戦級と戦略級の場合はとなりのヘクスにいる部隊（ZOC内の部隊）を攻撃することができる。エリア制マップを採用しているゲームでは同じエリアにいる敵だけが攻撃対象である。
基本的に敵部隊を攻撃するかしないかは任意だが、エリア制の場合は普通、敵部隊が同じエリアに存在する限り必ず敵を攻撃しなければならない。また、初期のボード・ウォー・シミュレーションゲームでは、ZOC内にいる敵はすべて攻撃しなければならないシステムを採用している。敵を必ず攻撃しなければならないシステムをマスト・アタックと呼び、攻撃相手を選択可能なのをメイ・アタックという。
個々の戦闘は、戦術級においては、まず攻撃側部隊の攻撃の命中判定が行われ、命中した場合はその攻撃力から防御側に与えられるダメージが算出され、それが防御側の防御力によって減じられた後、防御側部隊に適用されるというシステムをとる。作戦級や戦略級においては、コンピューター・ウォー・シミュレーションゲームでは同様のシステムをとるものが多いが、ボードゲームでは、味方の攻撃力と敵の防御力を「いくつ対いくつ」という比率の形にし、そこから戦闘結果を算出するシステムが一般的である（同規模の大軍同士が戦った場合、前者なら双方とも大ダメージを被るのに対し、後者なら小競り合いに終わるという点で違いがある。どちらのシステムが正しいかは、扱っている戦闘の性質により異なるため、一概には言えない）。
戦闘結果は、コンピューター・ウォー・シミュレーションゲームではダメージ値に応じて敵の兵士、兵器の数が減少してゆくという形で反映されるのが一般的である。一方ボードゲームでは、それに加え、敵部隊の退却と自軍部隊による相手陣地の占拠、および追撃が盛り込まれていることが多い。その他、兵士個人や1兵器＝1駒タイプの戦闘級では、「主砲が破壊、攻撃不能」、「士気崩壊、混乱状態、行動不能」など、より細かい戦闘結果を設定している場合もある。

### 機械化移動
作戦級、および、戦略級ボード・ウォー・シミュレーションゲームの中には、戦闘フェイズの後に機械化移動フェイズを設け、戦車部隊や自動車化歩兵部隊などの機械化部隊にだけもう一度移動する機会を与えているものもある。これにより、第二次世界大戦でドイツ軍が採用した電撃戦のように、機械化部隊による前線突破が再現できる。

### 個々の部隊行動以外の活動

#### 兵站
兵站とは部隊に補給が供給されているか否かを判定し、敵部隊やそのZOCで妨害されることなく自軍部隊から補給拠点（首都や港湾など）までたどってゆくことのできるヘクスの連続体、補給線のことを普通は指す。補給拠点までたどることができない部隊は「非補給下」にあると見なされ、移動力や攻撃力や防御力が減少する。非補給下にあるかどうかは普通、プレイヤーターンの開始時に判定する。
兵站を補給線ではなく、実際に補給物資をユニット（補給駒）で表現して、それをスタックした部隊で運ばなければならないシステムもある。この場合、ユニットが運べる補給駒には限界があって、また、戦闘結果によっては敵に補給を掠奪されることもある。
兵站システムは多くのボード・ウォー・シミュレーションゲームで採用されている。

#### 補充
敵の攻撃により部隊内の兵士数や兵器数が減少した場合、補充することができるシステムを持つゲームも多い。補充は移動フェイズ中に行われるものもあれば、戦闘フェイズの後だったり、下記の生産システムと同一に扱われているものもある。

#### 生産
戦略級ウォー・シミュレーションゲームは大抵の場合、生産ルールを備えている。占領下にある拠点から人員、資源などを集め、それに応じて部隊の動員、兵器の生産などを行うものである。移動、戦闘とは別に生産フェイズが設けられているゲームも多い。

#### 外交、内政
戦略級ウォー・シミュレーションゲームの中には、自軍占領地域に内政を施すことで生産力を上げたり、敵軍占領地域に外交を行うことで敵の生産力を下げたりすることができるものがある。特に戦略級コンピューター・ウォー・シミュレーションゲームでは、部隊の移動、戦闘よりも、生産、外交、内政のほうがゲームの主眼となっていることも多い。

### ゲームの終了と勝利条件
コンピューター・ウォー・シミュレーションゲームでは勝利条件を満たせばプレイ終了となることが多い。ボードゲームでは普通、規定のターン数プレイしたら、そこでプレイは終了となり、定められた勝利条件に従って勝敗を判定する。ある条件を満たしてしまったら規定のターン数に達していなくても終了となる（サドンデス方式）場合もあるし、コンピューターゲームのように勝利するまで続ける場合もある。
概要でも述べた通り、勝利条件はさまざまであり、かつ（特に歴史上の戦いを扱ったボードゲームの場合は）それぞれの陣営について別の条件が定められているのが普通である。これは、歴史上の戦いでは双方が互角の兵力を有することはほとんどなく、大抵は、防御している陣営に対し別の陣営が大軍で攻撃をかけるというシチュエーションになっているからである。そのため、守勢側の陣営はある拠点を守りきれば勝利、攻勢側の陣営はある拠点を占領すれば勝利、などとなっているものが多い。

### シナリオ
一つのゲームパッケージに入っているマップと部隊駒を使い回すことで、同じ地域で行われた複数の戦闘を再現できることもある。例えば、戦国時代の関東・甲信越地方を描いたマップと1560〜70年頃の武田軍部隊駒と上杉軍部隊駒と北条軍部隊駒があれば、1561年の第四回川中島の戦いを再現することもできるし、1569年の三増峠の戦いを再現することもできる。このように、一つのゲームパッケージで複数の状況設定をプレイすることができる場合、個々の状況設定を「シナリオ」と呼ぶ。
戦術級ボードゲームでは、マップは特定の場所を描いたものではなく、典型的な地形が描かれたものであり、また海軍や空軍の戦いを扱った戦術級であれば最初から地形が描かれていないため、それらのマップと登場部隊駒の組み合わせより数多くのシナリオが設定されている。

### マルチプレイヤーゲーム
戦略級のボード・ウォー・シミュレーションゲームの中には、三人以上のプレイヤーがそれぞれ自分の陣営を率いてプレイすることを前提としたものもある。このようなゲームにおいては「ゲームシステム上の外交」ではなく、実際に他のプレイヤーと交渉したり、取引したり、場合によっては傘下に入ったりすることが認められている。

### ソリティアゲームとソロプレイ
ボード・ウォー・シミュレーションゲームの中には、一人プレイ専用のものもある。このようなゲームは、一般的に「ソリティア」もしくは「ソロプレイ専用ゲーム」と言われる。ソリティアゲームでは、ゲーム上の勢力の一部をプレイヤーが担当し、残りの勢力をゲームのシステムが制御する。具体的には、敵側の行動の番に、プレイヤーがルールにしたがって敵方のユニットを動かしたり、判定のためにダイスを振ったりする。敵側の行動がカードなどによって規定されており、これをランダムに引いて指示に従うという手法もある。多くの場合、敵側の行動についてはルールで全て決められているため、プレイヤーの意志は関与できない。
よく似たものにソロプレイがある。これは、通常二人以上のプレイヤーで対戦するゲームを、一人で全プレイヤーを受け持ってプレイすることである。これはボード・ウォー・シミュレーションゲームのユーザーの間では、作戦研究のためなどに広く行われている。ただしソロプレイは、ゲーム情報の一部を相手に隠匿するタイプのゲーム（手札を使うなど）ではできない。
ソリティアゲームとソロプレイには、上記の違いがあるため、一人プレイ専用ゲームのことを「ソロプレイ専用ゲーム」と称すると誤解される可能性もあり、近年では「ソリティア」の呼称が一般的になりつつある。

### キャラクター性
機動戦士ガンダムなどのアニメを題材にしたウォー・シミュレーションゲームや、空戦や戦車戦などの戦闘級ゲーム。ナポレオニックや戦国時代を題材にしたウォー・シミュレーションゲームでは、キャラクター（個人や、その個人中心の幕僚を含む小規模直轄部隊）ユニットが登場し、部隊の指揮官として戦局に大きな影響を与えるシステムを採用しているものが多い。例えば「アムロ」「シャア」、「リヒトホーフェン」「ヴィットマン」、「ナポレオン」「ネルソン」、「織田信長」「山本勘助」などである。
登場するボードゲームでは普通、キャラクターが駒になっている。戦略級コンピューター・ウォー・シミュレーションゲームにおいては、人材の発掘、敵の武将の調略などもプレイの重要な要素である。古代や戦国時代、ナポレオン戦争頃までの戦いでは指揮官が部隊に与える影響力は大きかったので、こうした処理が行われることが多い。反面、キャラクターユニット自身が敵のターゲットになり、討ち取られる（エリミネートされる）可能性も考慮に入れる必要性もある（討ち取られると士気低下などで、そのユニット麾下の部隊は能力が大幅に低下する）。
ただし、20世紀以降を舞台にするゲームの場合、指揮官個人に対する影響範囲はそれ以前に比較して小さくなるので、作戦級以上で個人がキャラクターユニットになる可能性はほとんどなく、あったとしてもおまけ程度の意味合いが強い（『アフリカンギャンビット』の「ロンメル」ユニット。『独ソ戦（ロシアンキャンペーン）』の「ヒトラー」ユニットや「スターリン」ユニットなど）。

## 陸海空軍の行動速度と時間的縮尺
一般的に、ウォー・シミュレーションゲームは地理的縮尺に応じて戦略級、作戦級、戦術級に分類されるが、実際にはメインとなるのが陸戦なのか、海戦なのか、空戦なのかによって、さらに細分される。陸軍は週単位で、海軍は日単位で、空軍は時間単位で行動するため、別の時間的縮尺の中で扱う必要があるからである。一畳ほどの大きさに日本本土の地図を描き、それを用いて作戦級ウォー・シミュレーションゲームを作ると仮定した場合、行動速度の違いを考えれば、空戦ゲームなら1ターンは1時間程度、海戦ゲームなら6時間程度、陸戦ゲームなら3日程度とならざるを得ない（空戦作戦級で1ターンを数日にしてしまうと、航空基地からの複数回の出撃を一括して解決するなど抽象化する必要が出てくる。また、陸戦作戦級で1ターンを数時間にしてしまうと、地図上に1ヘクス分の戦況の変化が現れるまでに何十ターンもかかるため、退屈なゲームになってしまう）。
陸海空の三軍すべてが登場するゲームの場合、陸戦をメインにして海空軍を抽象化することが多い。すなわち、ある海域/空域に対する複数回の出撃、哨戒活動などをゲーム上では一回の「基地からの出撃＆戦闘＆帰還」で表現する、といった手法をとる。太平洋戦争戦略級ゲームなどの海空軍が主役であるゲームでも、同様の手法をとるものが多いが、中には1ターン＝1週間の陸軍ターンの間に1ターン＝半日の海空軍ターンを14回挿入して時間的縮尺の調整を図っているものもある。

## シミュレーション性とプレイアビリティ
実際に起きた戦いを扱うウォー・シミュレーションゲームを、特に1980年代に流行した（一般的なブームとはいかないまでも、一定の隆盛を見せた）ボードゲームタイプのものを中心に俗に「ヒストリカル・ウォー・ゲーム」と呼ぶ。これは、より新しい語である「歴史シミュレーションゲーム」とは異なるものである（但し、一部メーカーにおいてシリーズ呼称として『歴史シミュレーションゲーム』としていたものは存在する）。
この種のゲームではそのテーマとする戦いを再現するために、その戦いの戦局を決定付けた事象をルール化していたり、ゲームの流れの中で史実と近似した結果が出る様にデザインされていることが多い。例を挙げるとミッドウェー海戦を扱うゲームでは空母艦載機の搭載兵器交換に関するルールや空母被弾時に甲板上の待機艦載機や弾薬の誘爆に関するルールがあるとか、太平洋戦争を扱うゲームなら戦争が長期化すると物量に勝る連合軍が圧倒的に有利になるデザインになっている、などである。こうした再現性を「シミュレーション性」と呼び、ヒストリカル・ウォー・ゲームの評価で特に重視されるポイントである。
ただ、シミュレーション性の高いゲームは、殊にその扱うテーマとなる戦いに有利・不利の関係があった場合、当然ながら往々にしてゲーム上にもその有利・不利の関係が再現される。しかしそれではゲーム性を大きく損なってしまうと考えられる場合、状況的には史実を再現しても別の形で勝敗が判定されるルールになっていたりする（プレイヤーに対して史実であることを敢えて了解させ、ゲーム性の維持に特に何の注意を払わないタイトルも一部には存在する）。例えば太平洋戦争を扱うゲームで、各戦略拠点の占領や敵主力艦船撃沈によって「勝利ポイント」を獲得し、ゲーム終了時に両者の勝利ポイントを比較することによって勝者を決定する、などである。
一方で、シミュレーション性の高いヒストリカル・ウォー・ゲームはルールが難解かつ複雑になりがちで、プレイに手間がかかる・終了までに膨大な時間を要する、などの理由から初心者などには向かず、このため再現性を多少抑えても理解し易いルール、プレイしやすいゲーム性を確保することもある。これを「プレイアビリティ」と呼び、この種のゲームにおいて「シミュレーション性」と相反しながらも双璧を為す評価ポイントと見られる。
ヒストリカル・ウォー・ゲーム開発においては、この「シミュレーション性」と「プレイアビリティ」のバランスをいかに取るかが大きく問われる。1980年代アメリカでこの種のゲームを二分したメーカーはそれぞれ、SPI社はシミュレーション性重視、アバロンヒル社（AH）はプレイアビリティ重視、と特色を持っていた。日本においてはホビージャパン・ツクダホビーなどがシミュレーション性を重視、バンダイ・エポック社などがプレイアビリティ重視の傾向にあった。特にバンダイの製品、およびエポック社が展開していた玩具性の高いシリーズ製品（紙媒体ではなく金属製マップとマグネット仕掛けの駒を使い、サイコロではなく戦闘判定を電子機器によって行っていた）などは、マップの縮尺に対して軍隊の移動速度や射程を正しく定めるという、シミュレーションの基本原則さえ無視したものがほとんどだった。東京から九州まで魚雷が届いてしまうようなゲームもあった（ただし、ゲームとしての完成度は高いものもあった）。
なお、ツクダホビーが得意としていたものに『機動戦士ガンダム』などのアニメ作品をシミュレーションゲームとしたシリーズがあったが、劇中に多く描かれる「ガンダムが弾切れとなった銃火器を放棄して敵に近接戦闘を挑む」というシーンが再現できない（近接する前に敵の銃弾を浴びてガンダムが破壊されてしまう）との指摘に対し、同社開発者は「実際の戦闘において銃器を射撃してくる相手に突進して被弾しないということは、いかにニュータイプという概念を盛り込むとしても考えにくい」と回答をしていた。シミュレーション性を重視していた同社ならではのスタンスであった。また、伝説巨神イデオンのシミュレーションゲームに至っては、最終シナリオでは地球・バッフクラン連合軍側に勝利条件は存在しない。イデオン1機に対して盤面を埋め尽くしたユニットが1回の攻撃で100個単位で損失していく中、たとえイデオンを破壊した（それさえ極めて困難であるが）としても、その時点でイデが発動し全ては因果地平へと飛ばされてしまうため、勝敗は無意味となってゲーム終了である。

## シミュレーションゲーム (ボードゲーム) の出版社一覧
2015年末時点で、日本でウォー・シミュレーションゲームまたはその専門誌を発行する出版社は以下のとおり。海外についてはen: List of wargame publishers参照。
- 国際通信社 - 「コマンドマガジン日本版」「ウォーゲーム日本史」を発行。一般書店で購入可能。ホビーショップでも入手できる。
- 六角堂出版 - 「シックス・アングルズ」を発行。ゲームはホビーショップで購入可能。記事を電子書籍で配信している。
- サンセットゲームズ - 「プランサンセット」を発行。書店流通なし。
- シミュレーションジャーナル - 「ゲームジャーナル」を発行。書店流通なし。ホビーショップで購入可能。
- Si-phon - Si-phonBoardGameシリーズの出版社。書店流通なし。ホビーショップで購入可能。

## 媒体別タイトル一覧
リストの並びは、数字、アルファベット、50音の順。

### ボードゲーム

#### 戦略（級）シミュレーションゲーム
7 years World war （7年世界戦争）…近代戦 植民地獲得戦争 - S&T
七年戦争と言えば、プロイセンのフリードリヒ大王の欧州での陸戦が著名である。しかし、この戦争は欧州諸国の様々な思惑と連動しており、世界規模での勢力争いの一部分である。本作は、世界地図を舞台に、イギリス、フランス、ロシア、スペインなどが争う。英仏の新大陸での覇権争いが焦点の一つで、イギリスは北米でのフランスの活動を間接的に妨害するために欧州の新興勢力プロイセンを金銭支援したという構図が見えてくる。ミランダの作品。
American Revolution （アメリカ革命、北米の決断））…近代戦 陸戦 - S&T/コマンドマガジン
アメリカ独立戦争を扱った戦略級ゲーム。ウォーゲーム界のカリスマ、ミランダの作品。軍事作戦だけでなく、ランダムイベントや、作戦チットにより政治、経済的要素も網羅している。
CHINA WAR（中ソ戦争）…架空戦 陸戦 - SPI
ソ連の中国侵攻を扱った架空戦。
Civilization（文明の曙）…古代 外交戦 - アバロンヒル
地中海沿岸を舞台にした、文明民族の成長を競う、マルチ・プレイヤー・ゲーム。
プレイヤーはバビロニア、クレタ、エジプトといった古代の文明国家を受け持ち、人口を増やして都市を築いていく。飢饉や洪水等の災害を乗り越えつつ貿易カードを集め、ある意味このゲームの目標である 「文明の進歩」 の証となる文明カードを集める。それによって、新石器時代から青銅器時代、そして鉄器時代へと文明を成長させる。
Cybernaut（サイバーノート）…架空戦 電脳戦 - GAMEFIX誌
当時ムーブメントだったサイバーパンクを題材にしたボードゲーム。グローバル規模でのハッカー対管理組織の戦いを描く。世界地図のリアルワールドマップと、そこからアクセスする電脳空間のサイバーマップを併用する。両者の使うプログラムには、ウィルス、アイス（プログラム防壁）、トロイの木馬など、サイバーパンクで有名になったツールがそろっている。デザイナーは、ウォーゲーム界のカリスマ、ミランダ。
Diplomacy（ディプロマシー）…WWI 外交戦 - アバロンヒル
第一次世界大戦をモチーフとしたマルチプレイヤーズゲーム。軍事面は極度に抽象化されており、外交交渉が主眼。ウォー・シミュレーションゲームではなく外交シミュレーションゲームに分類されることもある。
For the People（フォーザピープル）…南北戦争 - アバロンヒル/GMT
カードドリブンシステムによる南北戦争キャンペーンゲーム。アバロンヒル倒産直前に発売されたためエラータなどのサポートが不十分となった。GMTから新版が出され、さらにGMTの第2版が出されることで完成度が向上し、南北戦争戦略級の代表作の一つに数えられるようになった。
Freedom in the Galaxy （銀河革命）…遠未来 SF - SPI/アバロンヒル
腐敗した大銀河帝国の圧政に対して立ち上がる革命軍の戦いを描いた戦略級ゲーム。映画スターウォーズの大ヒットを契機としてデザインされたので、テイストは良く似ている。しかし、正式な版権を取っていないので別世界。その後のスターウォーズシリーズの発展的な展開で、両者のテイストの乖離は広がった。両軍ともに主要人物は個人単位のユニットになっており、任務という形で行動する。さらに、通常のウォーゲームのような部隊戦闘も並行して実施される。デススターに相当する惑星破壊級のアルマゲドン兵器が3種類も登場する。
Guerra Amuerte（グエラアムエルテ）…中南米独立戦争 - ATO誌
シモン・ボリバルに代表される中南米諸国の独立戦争。エリア式のマップであるが、歩兵、騎兵、砲兵と言った兵科の違いのあるユニットを編成して、対抗する勢力と国土を争う。題材の性質上、スペイン語資料を基盤としており、スペイン語圏デザイナーのハヴィエルロメロの作品である。メキシコ、コロンビア、ペルー、チリなどが、順次独立勢力の圧倒する処になっていく過程が見られる。
Hannibal （ハンニバル）…古代戦 陸戦 - アバロンヒル/ヴァレーゲームズ
第二次ポエニ戦争の全体を扱った戦略級ゲーム。カードを交互に使用してアクションを実施するカードドリブンシステムを世に定着させた作品（最初に世に示したのは、ハーマンの「ウィー・ザ・ピープル」）。デザインは、シモニッチであり、彼の出世作である。高い人気を誇っており、アバロンヒル倒産後に別出版社での再版が実現した。
History of the World（世界史）…世界史 - ギブソンゲームズ、アバロンヒル
シュメール人の文明から第二次世界大戦期までの全世界史をエリア式のマルチプレイヤーズゲームとして扱った作品。ゲームは7つのエポックに分かれており、各プレイヤーは各エポックに当時活躍した国を一つ担当する。戦闘はリスクと類似した簡潔なもの。各地域を制圧するか、歴史的建造物を構築することで勝利点が得られ、累積得点で勝敗を決定する。イギリスのギブソンの秀逸なデザインを、アバロンヒルがライセンスして世界に広く普及させた。
Imperium（インペリウム）…SF - GDW
SF宇宙艦隊戦。ジャンプドライブを開発し、恒星間航行で銀河へ進出した地球人類は衰退しつつある銀河帝国と戦端を開く。
後にTRPG『トラベラー』の世界観に組み込まれて、本作の帝国は第1銀河帝国（ヴィラニ帝国）であるとの設定になった。
1ターン2年なため、恒星間航行可能なユニットはジャンプルートを進む限り、ジャンプによって距離無制限で進む事が出来る。戦いは敵軍がジャンプに不可欠な燃料補給が可能な星系に存在する事で発生する。地球軍はビーム戦。帝国軍はミサイル戦に長ける特徴があり、それぞれ短/長距離で威力を発揮する。惑星制圧や軌道からの上陸戦もある。一度の戦闘で決着は付かず、戦いは星系を巡る数ターン続く戦役と途中に数十ターンの停戦状態（この間に技術開発。老朽化した艦隊の整備。惑星開発などを行う）を挟んだ長期戦であり、プレイヤーは数百年単位の先を見据えて戦略を練らなければならない。
帝国側プレイヤーの立場が地球の存在する辺境領の総督であるのがミソで、強大な力を持ちながら自由に軍を動かす事が出来ないのが（戦力を持つと謀反と疑われるので、通常は重巡以上の建造は禁止。また、開戦するのにも皇帝の許可が必要。総督の勝利条件は自身の勝利ポイントを稼ぐことなので、勝利ポイント稼ぎの対象となる戦争以外の戦は基本的にやれない）、まだ若く、国力も未熟な地球軍との戦力バランスを取っている。総督は戦況とは無関係な帝国中央の政治的動向にも左右されるので、優勢に進めていた戦争を強制的に停戦させられたり、次期皇帝争いに巻き込まれてどちらへ付くか決断を迫られたり（いずれにせよ、艦隊を引き抜かれる）、逆に皇帝の気紛れで中央から強力な援軍を増派されたりするので、タクテクス誌No4では「中間管理職の悲哀をたっぷり味わえる」とのレビューもあった。
過去にホビージャパンでライセンスされた日本版では、実際にゲームで使用可能な冗談ユニットとして「愛で動く戦艦」「伝説の巨神」「可変戦闘機」「角付きの赤いパワードスーツ」などが追加されていた。
Imperium Romanium 2（インペリウムローマニウム2）…古代戦 - ウェストエンドゲーム
古代ローマ帝国の歴史で戦われた著名な戦いのほとんどを、シナリオでプレイできる大作。扱われている時代範囲が広いため、マップ上の都市が発生したり消滅したりする。このため、シナリオごとにマップに記載されている都市の存否が定義されている。同様に、登場する部隊や戦術の進歩も大きいため、ルールの量も多い。雑誌によっては「プレイするためのゲームというより、ローマ史を勉強するための教材」と評したものもあった。
KREMLIN（クレムリン）…冷戦時代 -ファタ・モルガーナ/アバロンヒル（英語版）/ニューゲームズオーダー（日本語版）
旧ソビエト連邦体制下における共産党内派閥党争をテーマにした珍しい作品。
プレイヤーは、自身の影響下にある書記長（党首）を革命記念パレードで3回演説（手を振る）をさせると勝者となる。
ゲーム開始時に各プレイヤーはクレムリンの要職に就いている政治局員に影響ポイント（IP）を割り当てて自身の派閥に取り込む。
書記長が最も大きな権限を持つのは当然だが、粛清を行って同志をシベリア送りにする事のできるKGB長官、スパイ嫌疑に関わる捜査・裁判を行う事のできる国防長官、書記長死亡時の書記長候補者選出に際して多大な影響力を持つ外務大臣等々、主席（第1レベル）政治局員がゲーム上で重要な位置を占めている。
病気やその療養、アクションやトラブルによるストレス・ポイント（本ゲームにおいては老化と同意）の蓄積、粛清の矢面に立たされたり嫌疑を掛けられたりと、様々な困難や陰謀をかいくぐりながら書記長の地位を守らなければならず、他の政治局員は書記長をその椅子から引きずり降ろさなければならない。
上級ゲームになると、IPポイントの処理方法や、ゲーム途中でのIPポイントの増減、さらに、いわゆるイベント・カードである 「陰謀カード」（感染症や、密告、暗殺、航空機の撃墜、オリンピックでの勝利、キューバのミサイル危機など） が導入される。
Machiavelli（マキャベリ）…ルネサンス 外交戦 - バトルライン/アバロンヒル
ルネサンス期イタリアを舞台にしたマルチプレイヤーズゲーム。ディプロマシーのバリアントだが、領地収入や財政支出。そして疫病などのランダム要素が付加されている。
Path of Glory（パスオブグローリー）…WWI - GMT

Third Reich（第三帝国）…WWII - アバロンヒル
第二次世界大戦（欧州戦域）をモチーフとした戦略級ゲーム。マップとしては欧州・北アフリカをカバーしている。
Stellar Conquest（ステラー・コンクエスト）…SF - アバロンヒル
我々の住む太陽系にほど近い、銀河系の一部を舞台としている。エイリアンの4大勢力が、銀河系に散在する54ヶ所の太陽系の覇権を巡って争う SFマルチ・プレイヤー・ゲーム（2 - 4人によるプレイが可能で4人がベスト）。元はメタ・ゲーミング社から出版されていたが、AH社が版権を買い取って発売したもの。
このゲームの特徴を一言で表すならば 「生産発展系秘匿マルチ」 と言うことができる。オープン系（公開型）のSFマルチ・プレイヤー・ゲームと言うと、同AH社 AMOEBA WARS 等が挙げられるが、敵プレイヤーの情勢が分からないまま 独自に開拓・発展を行わなければならず、接敵するまではほとんどソロ・プレイ状態でゲームを進めなければならない。
実際に探査してみると実は小艦隊だったり護衛が存在せずに植民地丸儲け的な好機にも頻繁に遭遇するため暗いイメージはない。
偵察艇、コルベット艦、移民船、から成る艦隊を恒星のある星系ヘクスへと向かわせて星系ヘクス（太陽系）内で探査を行う。探査に成功すると恒星色と同色のカードを引いて、その星系ヘクス内に居住可能な惑星や鉱物資源に富んだ惑星があるのかどうか、またその惑星の最大収容人口（単位は100万人）はどの程度か、等の情報を得る。居住可能な惑星なら移民を降ろして 植民地 を築き、惑星に居住する人口に応じて人口増加や生産ポイントが得られる様になる。その生産ポイントを使用して様々な科学技術を研究・購入し、より強力な宇宙船である戦闘艇やデス・スター（移動要塞）を建造したり、最初は1ターンに2ヘクスまでしか移動する事ができないスピードを上昇させたり、ミサイル基地や工場、惑星シールド等を建設する事ができる様になる。
各居住可能な惑星には最大収容人口が設定されているために、それを越えて増えた人口は自ずと他の惑星への移住を目指し支配エリアが拡大する。こうしてプレイヤーのエリア同士が重なってくると自然発生的に衝突が起こり始めるが、相手となるのが未確認の敵艦隊なので、ここでの戦闘はより一層スリリングなものとなる。
War At Seaシリーズ…WWII 海戦 - アバロンヒル
英独大西洋の戦い（War At Sea）
エリア制の海戦ゲーム。両軍戦力が存在するエリア毎に、どちらかの戦力が無くなるまで戦闘を続ける殲滅戦が基本となる。システム自体は抽象化されて、極めてシンプルながら白熱した戦いとなり、手軽に欧州戦線のキャンペーン・ゲームを行う事ができる。
太平洋の覇者（Victory In The Pacific）
第2次世界大戦の太平洋戦線全般をテーマにし、日本軍による真珠湾攻撃から1944年末のフィリピン沖海戦までをカバーしている。
ゲーム・システムは同じアバロンヒル社の War At Sea（英独大西洋の戦い）のシステムを継承したものである。過去、『タクテクス誌』1-2号では両ゲームを連結して空母アーガスや仮装巡洋艦アトランティス他の追加ユニットと、カリブ海と喜望峰のマップを追加し、WWIIにおける全世界規模の海戦を再現する「海洋の覇者」という拡張ルールも発表されている。

War In Europe（第二次欧州大戦）…WWII - SPI
※実体は四畳分ほどの巨大なマップ上でプレイされる作戦級だが、部隊生産などの戦略システムもあるため、全体としては戦略級。

元亀争乱 ソリティア信長包囲網…戦国時代 - ウォーゲーム日本史
信長上洛以後の戦いを再現した一人プレイ専用ゲーム。プレイヤーは織田信長の立場となり、家臣団を指揮して他勢力と戦う。他勢力の行動はカードイベントによってコントロールされていて、どのタイミングで参戦してくるかによってゲームの展開が大きく変わる。歴史通りに敵が行動するヒストリカルゲームと、仮想展開を体験するオルタナティブプレイが選べて、プレイ時間は2時間と手頃。家臣の成長要素もあるのがこの手のゲームとしては珍しい。

関ヶ原…戦国時代　陸戦 - エポック社/サンセットゲームズ
天下分け目の関ヶ原を日本全国規模で再現した野心作。この規模になると、戦闘行動だけでなく、事前の調略行動も含んでいる。また、毎ターン、武将ごとに戦意チットを引き、攻撃可能かと行軍範囲を定める方式になっており、ランダム性が高かった。実際の史実でも、同床異夢の諸将の思惑は総司令官が必ずしもコントロールしきれていなかったことを再現している。独創性が高いため、ルール運用解釈の透明性に難があった。
戦争と平和…ナポレオニック 陸戦

戦国大名…戦国時代 外交戦 - エポック社/サンセットゲームズ
戦国時代を舞台にした、戦国大名に寄る領地拡大を競う、マルチプレイヤーズゲーム。多数の武将が実名で登場し、カードイベントによる雰囲気作り、全国規模でプレイできる点で定番となった（エポックで一番売れたゲームとの評判あり）。その後、ルールに一部調整を加えたバージョンがサンセットゲームズより販売された。また、スケールを日本中部に絞り、戦国中後期の戦術、経済の変化などをカードで制御して歴史再現性を高めた同題作品がウォーゲーム日本史から発売されたが、ほぼ別作品。
戦略/戦術…架空戦 陸/空戦 - バンダイifシリーズ
『バンダイifシリーズ#シリーズ一覧』を参照。

第一次世界大戦…WWI - コマンドマガジン日本版
1914年から18年までの4年間を、同盟国と協商国に別れて競う合う2人用ゲームで、動員ポイントによる作戦・生産管理が必要で、長期戦略を要求される。デザインは、同誌編集長だった中黒靖。
大戦略南北戦争…南北戦争 陸戦
1861年から1865年までのアメリカ内戦南北戦争を扱う2人用ゲーム。実際の南北戦争でも大きな問題となった将軍人事の問題がクローズアップされている。SPI社末期にデザインされたが、同社の倒産によりVG社から発売された。日本では、HJ社が翻訳ルールを付属して販売した。デザインはエリック・スミス。
第三帝国の興亡…WWII - コマンドマガジン日本版
『第二次世界大戦（バンダイ）』の流れをくむ戦略級ゲームで、生産マネジメントの要素がより重要となっている。戦略級ゲームとしてはめずらしく、西アジアとアフリカにも焦点が当てられていて、歴史の可能性と必然を実感できる。1939年シナリオと、ミュンヘン会議から始まる1938年シナリオがプレイ可能。
第二次世界大戦…WWII 陸戦 - バンダイifシリーズ
『バンダイifシリーズ#2800円タイプ』を参照。
太平洋艦隊…WWII 陸/海/空戦 - ホビージャパン/サンセットゲームズ
1941年から1945年までの太平洋全域を題材にした陸・海・空戦が題材。タイトルから判るが主役は大日本帝国では無く、アメリカ太平洋艦隊である。
チトーパルチザンの戦い…WWII 陸戦 - SPI/S&T誌
ユーゴスラビアの地下抵抗運動を扱った異色のゲーム。国土をファシストに占領されたユーゴでチトー率いるパルチザンは枢軸軍を駆逐し、戦後独立のため支配固めを目指す。マップはエリア制。パルチザン、枢軸軍の他にチェトニクが登場するのが珍しい。
超人ロック Locke the superman… SF 外交戦 - エポック
漫画『超人ロック』を原作とするボードカードゲーム。個々の戦いは戦闘級だが、プレイヤーは正体を隠して宇宙を渡り歩き、自己の目標を達成して勝利を目指すので戦略眼（と演技）が要求される。
東国争乱…戦国時代 - ウォーゲーム日本史
農地改革による生産、動員力の変化や、季節感、各大名ごとの戦略戦術の違いを再現した、戦国大名による領地拡大をテーマとしたマルチ・プレイヤー・ゲーム。二人プレイからシナリオが用意されていて、極めてシンプルなルールながら、現在の歴史解釈により近いリアルなシミュレーションとなっている。

ヒトラー帝国の興亡…WWII - 翔企画/コマンドマガジン日本版
第二次世界大戦・ヨーロッパ戦域の戦いを、枢軸軍、連合軍の二人（または連合軍二人の計三人）でプレイ可能。1ターン半年、ユニット軍〜軍集団、海空軍は抽象的ながら三軍立体作戦を表現しており、ミニゲームながら戦略級に必要な要素を包括している。デザインは、中黒靖。
ヒトラー電撃戦…WWII - LUDIC/コマンドマガジン日本版
第二次世界大戦のヨーロッパ戦域を扱う。枢軸軍、連合軍の二人（または連合軍二人の計三人）でプレイ可能。カードによる生産管理が特長。
ファクトリー…アニメ/超時空世紀オーガス　SF・外交戦 - ツクダホビー
混乱時空世界の国家間の貿易・軍事・技術開発などを競い、国家の領域を広げる外交戦。特異点の獲得、またはD計画の完成によって時空修復の主導権を握った陣営の勝利だが、物語の二大勢力であるエマーンとチラムは互いの存在が相容れずに、片方しか勝利出来ないルールになっている。
本能寺への道…戦国時代 陸戦 - ゲームジャーナル
池田康隆がデザインした戦国マルチの佳作。一般的にマルチプレイヤーズゲームは、先に動いた者が「世界の敵」呼ばわりされて狙われるため、誰も先に動こうとせず膠着してしまい、最終ターンにバタバタと事が動き出す（最終ターン効果）。本作はそうした問題が発生しないように、本能寺の変直後を起点として、織田信長の仇を誰が討つかという先陣争いの勝利得点を設定している。また、プレイヤーは信長配下の有力諸将だが、盤上には反信長勢力も存在しており、何もせずに様子を窺っていても外敵から攻撃されることもある。加えてゲームターン数の設定が短いこともあり、プレイ開始から決着まで常に局面が動き続けるエキサイティングな作品になっている。

レッドサン ブラッククロスシリーズ…架空戦 - アドテクノス
架空の日独戦　後に同名タイトルで小説化。
レッドサン ブラッククロス
第二次世界大戦（ただし、アメリカは参戦せず）に勝利した日独が、戦後、インド亜大陸で衝突する模様を陸・海・空戦で再現する。デザインは、佐藤大輔。
リターン・トゥ・ヨーロッパ
「レッドサン・ブラッククロス」の続編。ドイツが制圧した欧州に、欧州大戦時は中立を守った米国が満を持して侵攻する。

連合艦隊…WWII 陸/海戦 - バンダイifシリーズ
『バンダイifシリーズ#シリーズ一覧』を参照。

#### 作戦/戦役（級）シミュレーションゲーム
1809…ナポレオニック 陸戦 作戦級 - ビクトリーゲームズ
ナポレオニックゲームの巨匠、ケヴィン・ザッカーのキャンペーンオブナポレオンシリーズの作品。このシリーズの他の作品としては「ナポレオンアットベイ」が有名。本作は1809年のダニューブ戦役を描いている。シリーズ中唯一、VG社から出版された。
1940…WW2 WW2 陸戦 作戦級 - GDW/コマンドマガジン日本版
ユニット数120個。120分以内にゲームの決着が可能とされるGDWの120シリーズの一つ。ドイツ軍によるフランス侵攻を扱う。大抵のゲームでは進入不可のスイスに侵入可であり、スイス軍ユニットも用意されている。
1941…WW2 WW2 陸戦 作戦/戦役級 - GDW/コマンドマガジン日本版
120シリーズの一つ。1941年の独ソ戦を扱う。
1942…WW2 WW2 陸戦 作戦級 - GDW/コマンドマガジン日本版
120シリーズの一つ。日本軍による東南アジア侵攻を扱う。
Across 5 Aprils…南北戦争　作戦級
南北戦争の5つの会戦を同じシステムでプレイできる作品。両軍の部隊移動、攻撃などのチットをカップに入れておき、1枚ずつランダムに引いて指定された行動を実施していく。固定された位置に攻撃フェイズがなく、いつ攻撃が発生するか判らないことが大きな特徴。「大戦略南北戦争」をデザインしたエリック・スミスの作品。
Afrika Korps（ドイツアフリカ軍団）…WWII 陸戦 戦役級 - アバロンヒル(1964, 1965, 1977)
アバロンヒルクラシックシリーズの一つ。北アフリカの戦いを扱う。改良され、第三版まで発表されている。
Alesia…古代戦 陸戦 作戦級 - AH
古代ローマ帝国のガリア戦記最大の戦い、アレシアの二重包囲戦を描く。
Alexander the Great…古代戦 陸戦 作戦級 - AH
アレクサンダー大王のガウガメラの戦いを描く。デザイナーは著名なRPG「ダンジョンズアンドドラゴンズ」のデザイナーでもあるゲイリー・ガイジャックスである。
Art of Siege（アートオブシエージ）…古代から近代戦 包囲戦 - SPI
さまざまな時代の包囲戦のゲームを4つまとめた作品。デザイナーもシステムも共通性はないので、いわゆるクワドリゲームではない。築濠から要塞への突撃を描いたセバストポリ（クリミア戦争）が中でも評判が高い。
Atlantic Wall（大西洋の壁）…WWII 陸戦 戦役級 - SPI,1978
1944年の連合軍による欧州大陸反攻を扱う。
Battle for Italy…ナポレオニック 作戦級

Beriin'85（鉄のカーテン）)…架空戦 陸戦 - SPI
ベルリン包囲戦。1985年、ベルリンへ侵攻を開始したソ連・東独連合軍にNATOが立ち向かう。
Druid …古代戦 陸戦 - ウェストエンドゲームズ
ブーディカの反乱を扱う古代作戦級ゲーム。デザインは、リチャード・バーグ。毎ターン、両軍は自軍の行動できる規模を決めるアクションポイントチットを引く。この多寡によって出来ることの規模が大きく変わってしまうため、かなり運の要素が強いのが難点だった。特に、ブーディカ側には「0」ポイントのチットがあり、まったく何もできないことがある。ATO誌でリメイクの「ブーディカ」が発表されたが、この点は改良された。
the Burning Blue…WWII 空戦 - GMT
同じシステムの「ダウンタウン」を、バトルオブブリテンに応用した空戦作戦級ゲーム。ドイツ側は空襲計画をプロット用紙にプロットし、それを秘密マーカーで盤上に展開する。それを見て英軍側は迎撃部隊を出撃させる。対空砲火や爆撃も扱われる。本命の爆撃隊の他に、迎撃機を狩るためのハンティング空襲も混在している。その意図を迎撃側はどのように推理して対処するかが焦点になる。
Chennault's First Fight （シェンノート最初の戦い）…WW2 空陸戦 作戦級 - ATO誌
日本軍のラングーン侵攻を描く作戦級ゲーム。大枠は陸戦作戦級であるが、爆撃任務や、それに対する迎撃任務が発生すると、個別の空戦戦術マップで解決する。このため、テイスト的には空戦ゲームである。英軍のラングーンレーダーに対する爆撃が焦点になる。デザイナーは、ロールボー。デザイナーはこのシステムを気に入っているらしく、ニューギニア方面の海空戦に利用した作品（オペレーションカートホイール、将棋、打ち捨てられた希望）も後に発表している。
Carrier…WWII 作戦級 空母戦 - ビクトリーゲームズ
南太平洋の空母戦を題材としたソロプレイゲーム。ソロプレイゲームとしては、かなり詳細な内容を持っており、一人で学習してプレイするには敷居が高い印象があった。デザイナーはサウザード。同じようなパッケージングで、水上戦を中心とした「トーキョーエクスプレス」も同じデザイナー、同じ出版社で発売された。
Crete（クレタ降下作戦）…WWII 陸戦 - SPI,(S&T #18, 1969)
ドイツ軍のクレタ島降下作戦を扱った作戦級ゲーム。他に、
Air assault on Crete（クレタ島降下作戦））…WWII 陸戦 - アバロンヒル(1978)
クレタ島を舞台に独空挺部隊が侵攻する。史実では幻に終わったマルタ島降下作戦を扱うゲームが同梱されていた。さらに同社のサポート誌、Generalにキプロス島を扱った拡張が掲載された。
D-DAY…WWII - アバロンヒル,(1961, 1965, 1971, 1977, 1991)
アバロンヒルクラシックシリーズの一つ。ノルマンディー上陸作戦のゲーム化。同タイトルだが、改良され第五版まで発売されている。
Devil's Den…南北戦争 作戦級

Europa（ヨーロッパ）シリーズ…WWII 陸戦 作戦級 - GDW
※連作の作戦級をすべて繋いで全ヨーロッパを扱う超巨大な戦略級にするという野心作。シリーズが完成する前に出版元が存続できなくなり、出版元が移り変わっている。
ナルビク強襲（Narvik）WWII 作戦級 陸/空戦
ノルウェー侵攻作戦。Europaシリーズ日本語ライセンスの第一作として選ばれた。
英国本土上陸作戦（Their Finest Hour）
架空戦。ゼーレーヴェ作戦を扱う。
フランス崩壊（Fall Of France）
フランス電撃戦。
バルバロッサ作戦（Fire In The East）
バルバロッサ作戦を扱う。「Drang naha Osten」のタイトルでシリーズ第1作であったが、ありがちなことだがシリーズ継続に伴う仕様変更に合わせて別題で新版として再登場した作品である。日本語版では拡張キットである「ウラル」もセットで出版された。
北アフリカ中東戦域
チュニジアやエジプトもマップに納められている。
ポーランド電撃戦 (Case White)
1939年戦役。

FORTRESS（激戦ア・バオア・クー）…アニメ ガンダム 宇宙戦 作戦級 - ツクダホビー
アニメ『機動戦士ガンダム』の宇宙艦隊戦。艦船は1ユニット1隻。MS・戦闘機は1ユニット小隊単位。ガンダムやMAのようなエース機は1ユニット1機。
ソロモンやア・バオア・クーのような宇宙要塞攻略戦が主なテーマで、戦術・戦闘級中心のガンダムゲームには珍しく、艦隊単位の大部隊を指揮できる作戦級である。
France,1940（激突マジノ線）…WWII 陸戦 - アバロンヒル
1940年のフランス戦役を扱う。
FLAT TOP（日米航空母艦の戦い）…WWII 海/空戦 - バトルライン/アバロンヒル
太平洋戦争の空母戦を扱う。
Gettysburg（米国南北戦争）…南北戦争 陸戦 - アバロンヒル
アバロンヒルクラシックシリーズの一つ。ゲティスバーグの戦いを扱う。一時、ゲティスバーグ歴史博物館の売店向け専用パッケージがあった。
Hundred Days Battles…ナポレオニック 作戦級

La Patrie en Danger 1814 （祖国の危機）…ナポレオニック 作戦級
「ナポレオンズラストバトルズ」に代表される「ライブラリーオブナポレオン」シリーズの一作品。デザイナーはケヴィン・ザッカー。本作は1814年のフランス国内戦役三部作の第1作とされ、シャンポーベル、モンミライユ、ヴォーシャンと続く、いわゆる6日間の戦いを再現できる。この戦いは、ナポレオンの生涯最高傑作とも言われる華麗な機動防御戦である。
the Legend Begins（レジェンドビギンズ）…WWII 陸戦 - ライノゲーム、テランゲームズ/国際通信社
伝説的名将ロンメルの北アフリカ戦を扱ったビッグゲーム。デザイナーはシモニッチ。彼自身のメーカーであるライノゲームから出版され、ウォーゲーム専門誌の直売広告で購入できた。購入者の口コミで評判が広がり、出版社を移りながら版を重ねた。日本では、国際通信社がライセンス版を出版した。
Mare Nostrum…WW2 作戦級 陸海戦 - S&T誌
ラテン語で「我らが海」の意味。ローマ帝国が地中海を呼んだ呼称である。それをWW2に照らして、主としてイタリア海軍を軸とした地中海での全作戦行動を描くビッグゲームである。陸戦も含まれているが、戦場の特性上、海戦や空戦の比重が大きい。爆撃の効果が強すぎるため、ドイツ空軍がカイロやアレクサンドリアを爆撃で制圧してしまう問題点がある。
NATO…現代戦 作戦級 陸戦 - ビクトリーゲームズ
NATOとワルシャワ条約機構の第三次欧州大戦を扱う作品。同テーマの作品の中ではプレイしやすかったが、マップのスケールが大きすぎるため現代戦ならではの戦術を感じさせる部分が弱かった。
NAPOLEON AT BAY… ナポレオニック 作戦級 - アバロンヒル
ケヴィン・ザッカーのキャンペーンオブナポレオンシリーズの作品。1814年の国内戦役を描いており、同盟軍に本土に侵入された窮地のナポレオンの華麗な機動を扱う。最大手のAH社から出版されたので広く知られており、同社の倒産後はOSG社から再版されている。シリーズ中でも普及度が高いので代表的な存在である。このシリーズの他の作品として、AH社からは1813年のライプツィヒキャンペーンを扱った「ストラグルオブネイションズ」も発売されていた。
Panzer Gruppe Guderian（パンツァーグルッペ グーデリアン）…WWII 陸戦 - SPI
独ソ戦。バルバロッサ作戦のピーク時期のスモレンスク方面の戦い。戦闘結果を、損害と退却の選択方式にし、退却した分や未引き当ての損害分を戦闘後前進できるようにした流動型の戦闘システムを最初に開発した作品である。このシステムは、本作名から「PGGシステム」と呼ばれ作戦級ウォーゲームのスタンダードの一つとして多くのゲームに採用された。
Road to Gettysburg…南北戦争 作戦級 - アバロンヒル
AH社が開発したGCACW（Great Campaign of American Civil War）シリーズの第3作。このシリーズは、南北戦争では空白領域だった作戦級規模の機動に焦点を当てている。このため、ゲティスバーグ戦役全体を扱う本作品では、そもそもゲティスバーグのような大会戦を望むのか、望むとしても場所はゲティスバーグなのかの駆け引きが作戦の主眼となる。このため、必ずしもゲティスバーグで大会戦が発生しない。
Sideshow（サイドショウ）…作戦級 陸戦 - S&T誌
第一次世界大戦時に、イギリス軍に包囲されたドイツ領タンザニアを舞台にしたゲーム。パウル・フォン・レットウ＝フォルベックの指揮する少数精鋭のドイツ/アスカリ混合部隊が終戦まで抵抗し続ける奮闘を再現する。デザイナーは、リチャード・バーグ。雑誌の版元変更時期に発表されたため、エラータが不十分だが、特異で興味深い題材を面白くゲーム化している。
Tactics（タクテクス）…架空戦 - アバロンヒル
アバロンヒルクラシックシリーズ（品番500番台の古典）第一弾。世界初の商業ウォーシミュレーションゲーム。のちに改良版の「タクテクスII」も発売された。アオイホノオ第11巻第62章では、最先端の知的なオトナのゲームとして紹介される。ルール説明で30分、プレイに最低3時間、ちゃんとやったら5・6時間かかると解説されている。なお、ドラマ版ではこのシーンはカット。
The Battle Of Bulge（バルジ大作戦）…WWII 陸戦 - アバロンヒル,(1964, 1981, 1991)
アバロンヒルクラシックシリーズの一つ。ドイツ最後の反攻、アルデンヌの戦いを扱う。
The Korean War…作戦級 陸戦 - ビクトリーゲームズ
WW2作戦級陸戦ゲームの重鎮、バルコスキーが朝鮮戦争前半を扱った作品。北朝鮮の奇襲、米軍の大反撃、中共軍介入と大きくモーメンタムが揺れ動いた再現の難しい戦争を、アクションポイント配分システムを導入して再現した佳作。VG社から発売され評価が高い事もあり、後に再販もされた。
The Longest Day（史上最大の作戦））…WWII 陸戦 - アバロンヒル,(1980)
ノルマンディー上陸作戦を題材としたモンスターゲーム。フルマップ7枚、ユニット数1,600を誇り、セットアップだけでも半日以上掛かると言われた。また、ユニットの記号がNATO式ではなくドイツ式であったことも珍しい。全体はモンスターだが、規模の小さいシナリオも用意されていた。
The Russian Campaign（独ソ戦）…WWII 陸戦 戦役級 - ジェドコゲームズ/アバロンヒル,(1974, 1976)
ジェドコゲームズがデザインし、AHがライセンスして発売。日本にはAH版がHJの和訳付き販売で登場した。独ソ戦の全体を、ダブルインパルスシステムで描くゲームで、独ソ戦全体をプレイアブルにまとめた傑作。このため、メーカー、ルールを変えながら新版が登場して、初版から40年を越えた今も現役という息の長い作品。
Luftwaffe（ナチドイツ空軍）…WWII 空戦 - アバロンヒル,(1971)
ドイツ本土上空の防空戦がテーマ。
Midway（ミッドウエイ海戦）…WWII 空/海戦 - アバロンヒル
空母作戦級。
Waterloo（ワーテルロー）…ナポレオニツク - アバロンヒル
ナポレオン最後の大勝負、ワーテルローの戦いを扱う。

会津戊辰戦争…幕末 - ウォーゲーム日本史
大河ドラマ「八重の桜」の放送時期に合わせて付録ゲーム化された会津戦争のミニゲーム。小さいながらもカードドリブンの入門編としての内容を備えており、二本松藩の動向など軍事作戦以外の要素も網羅している。白河関、会津城などの重要拠点の防御力は高く、官軍は勝つための戦略的プランを持って挑まなければ史実のように勝利できないこともあり得る。
アイラウの戦い(THE BATTLE OF EYLAU February7-8,1807)…ナポレオニック 陸戦 作戦/戦術級 - ホビージャパン
1807年に起きたアイラウ村における仏露の会戦を扱う。タクテクス誌第10号付録。マップとユニットは自作の必要がある。
アフリカンギャンビット…WWII 陸戦 作戦/戦役級 - アドテクノス
シナリオは作戦級だが、キャンペーンゲームも可能。その際はイタリア軍の一次攻勢からロンメルの登場。エルアラメイン（までアフリカ軍団が到達できれば、だが）を経て、チュニジアでの終焉までを扱う。北アフリカの作戦級ゲームの多くは、ロンメル到着からエルアラメインまでしか描かないので、本当の北アフリカ全体像が見える貴重な作品の一つ。高梨俊一デザイン。
補給が重要なファクターを占め、移動/戦闘。果ては盤上で存在するためにも（抽象化された補給線ではなく、トラック部隊でわざわざ輸送する必要がある）補給駒が必要になる。北アフリカ戦では例外的に1ユニット師団単位なのはこのためである。1ヘクスは100Km。
アルンヘム強襲(STORM OVER ARNHEM)…WWII 作戦/戦術級 陸戦 - アバロンヒル
マーケット・ガーデン作戦がテーマ。橋奪取を目指して空挺降下し、アルンヘム市中に立て籠もる英軍フロスト大隊と、市を包囲する独第9SS装甲師団との市街戦をエリアマップで再現している。
アンツィオ上陸作戦(ANZIO)…WWII 作戦級 陸戦 - アバロンヒル

エスコート・フリート…海戦 作戦/戦役級 -アドテクノス
レッドサン ブラッククロスシリーズの一つ。インド洋の海上護衛戦に主眼を置いた海戦ゲーム。
応仁記 - ウォーゲーム日本史

オペレーション・グレネード(Operation Grenade)…WWII 陸戦 - SPI/ホビージャパン
グレネード作戦。

河越合戦…戦国時代 - コマンドマガジン日本版

黒木軍の初陣…日露戦争 作戦級 陸戦 - 大日本絵画
日露戦争の鴨緑江会戦を題材。ゲームグラフィックス誌7号付録。
激闘スターリングラード（Battle for Stalingrad）…WW2 陸戦 － SPI/ホビージャパン
エキサイティングな戦術色を持つゲームをデザインさせると右に出る者のなかったジョン・ヒルの代表作。スターリングラードの市街戦を描いているが、互いのモーメンタムが移動するタイミングをチットでランダムに決める独創的なシステムを採用している。1ターンの間にも両軍の攻防が行き来するようになっており、独特の戦術的フレーバーがあった。このため、人気が高く、日本でHJ社がライセンス版を出した。
源平合戦 寿永の乱…源平 陸戦 - ウォーゲーム日本史

謙信上洛-戦国時代 - ツクダホビー

航空母艦（※空対艦戦闘は戦術級）…WWII　海/空戦 - ツクダホビー

コブラ作戦…WWII 陸戦 - コマンドマガジン日本版

砂漠の狐…WWII 陸戦 - エポック社
トブルクを巡る戦い、クルセーダー作戦を扱う。ダミーカウンターを使用する。
史上最大の作戦…WWII 陸戦 - エポック社/サンセットゲームズ
ノルマンディー上陸作戦がテーマ。アメリカ軍とイギリス軍の担当戦区が分かれており、連合軍は補給の分配や戦区境界線（手薄になりやすい）防衛に注意を払う必要がある。
シシリー上陸作戦(Sicily)…WWII 陸戦 - SPI/ホビージャパン

常徳殲滅作戦…WWII 陸戦 - SPI/DG/コマンドマガジン日本版

上陸作戦…架空戦 陸戦 - ツクダホビー
連合軍が守るシンガポール島をモデルとした小島へ、日本軍が上陸する入門向けの架空戦。1ユニット大隊規模。スタックはない。アニメ・SFの戦術/戦闘級オンリーであったツクダホビーが、最初に兵科ユニット駒を出した作戦級である。
スターリングラード…WWII 陸戦 - エポック社/コマンドマガジン日本版（ワールド・ウォー・シリーズ）

赤軍大反攻 (White Death)…WWII 陸戦 - アバロンヒル

戦国群雄伝シリーズ…戦国時代 - ツクダホビー
一連の戦国作戦級をすべて繋ぐことで、関ヶ原の戦いを全国規模で扱う巨大作戦級にする。（戦国の一番長い日）
信玄上洛…戦国時代

関東制圧…戦国時代　

独眼竜政宗…戦国時代

西国の雄…戦国時代

九州三国志…戦国時代

秀吉軍記…戦国時代

第三次世界大戦…架空戦 陸戦 戦役級 - バンダイifシリーズ
『バンダイifシリーズ#2800円タイプ』を参照。
タイフーン作戦…WWII 作戦級 陸戦 - SPI　
フルマップ3枚を使用する所謂ビッグゲーム。第二次世界大戦の東部戦線のクライマックスの一つ、モスクワ侵攻作戦を扱う。ビッグゲームの中ではプレイしやすいもので、4人ないし5人でプレイすれば1日で帰趨が見える処までプレイ可能であった。
地中海キャンペーン…WWII 作戦/戦役級 陸海空戦 - ホビージャパン
ホビージャパンが海外デザイナーに依頼したオリジナルゲームの一作品。デザイナーはマーチン・アンダーソン。地中海という切り取りでWW2の作戦を描く興味深い企画だった。しかし、プレイすると艦隊稼働率の制限がないために開戦直後に両軍が壊滅的に疲弊してしまう問題が発生し、あまりプレイされているのを見掛けなかった。ただ、企画のユニークさから、今でも時折話題になる。同じ視点のビッグゲーム、マーレ・ノストラムが登場したことで役目を終えた。
朝鮮戦争…朝鮮戦争 陸戦 - エポック社/サンセットゲームズ
1950年の朝鮮戦争初期（北朝鮮による侵攻から国連軍による仁川上陸作戦まで）を扱う。北朝鮮軍のT-34戦車連隊だけが機械化移動を行うことができ、初期の国連軍の戦線崩壊が見事に再現できる。ゲーム後半は、補給不足の北朝鮮軍と、上陸作戦の機会をうかがう国連軍との駆け引きが展開される。北朝鮮軍には「マンセー突撃」ルールがあり、終盤、これを発動して損害を顧みずに国連軍の戦線（史実通りなら釜山橋頭堡戦線）を突破して一発勝利を狙うかどうかの選択を迫られる。このゲームに関し、韓国のある団体（詳細不明）がエポック社に「戦争を遊戯化している」と抗議する事件が起こった。エポック社はこれに対し「『朝鮮戦争』はすでに生産していないし、これからも生産しない」と回答して決着した。なお、同種のゲームはアメリカの会社からも出版されていたが、この団体がその会社に抗議したかどうかは不明。
ドイツ戦車軍団 …WWII - エポック社/コマンドマガジン日本版（ジャパン・ウォーゲーム・クラシックス）
入門編としてデザインされた。易しい順に「エルアラメイン」「ダンケルク」「ハリコフ」の3ゲームがセットされている。
エルアラメイン
北アフリカのターニングポイント、エルアラメインを扱う。全4ターンで戦闘の基礎を教える。
ダンケルク
ダンケルク撤退戦のみならず、西部戦線の崩壊がテーマ。機動力のあるドイツ軍に対して、連合軍が防御のために戦線の張り方を学習させる事がテーマ。
ハリコフ
マンシュタインの奇跡、ハリコフ攻防戦。スタックの概念が導入され、攻防がドラマチックに逆転する本格的な機動戦を体験させる物となっている。

ドイツ装甲軍団（「スモレンスク攻防戦」「マーケットガーデン作戦」）…WWII 陸戦 - コマンドマガジン日本版

東部戦線 冬期戦41-42…WWII 陸戦 作戦/戦役級 - アドテクノス
独ソ戦を開戦からモスクワ前面の戦いまでを扱う。巻末のデザイナーズノートによると「アフリカンギャンビットと同じ土俵（1ユニット師団単位）で、これと全く逆なゲームを作りたかった」との意図で制作されており、戦闘ユニットよりも補給駒が大半を占めるアフリカンギャンビットとは逆に、駒の実に95％が戦闘ユニットという極端な構成になっている。1ヘクス28km。
独ソ電撃戦…WWII 陸戦 - エポック社/コマンドマガジン日本版
独ソ戦序盤を扱う。ソ連軍軍ユニットが未確認ユニット（裏返すまで本当の戦力が不明。0戦力もある）なので不確定要素が多い。
突撃レニングラード…WWII 陸戦 - WWW/ホビージャパン/シックスアングルズ
レニングラード攻防戦を扱う。ドイツ軍は3ヘクスあるレニングラード市内へ突入すると、ユニットは市内マップへ移されて市街戦になる珍しいルールが採用されている。
電撃作戦(Britzkrieg)…架空戦　作戦級 - アバロンヒル
それぞれWWIIの枢軸軍と連合軍を模した架空の軍隊、レッド軍とブルー軍との戦い。

日露戦争…日露戦争 陸戦 戦役級 - エポック社/コマンドマガジン日本版（ジャパン・ウォーゲーム・クラシックス）
日露戦争の陸戦を扱う。鴨緑江作戦から始まり、旅順他、複数に戦線が出来るので両軍共に戦力の割り振りが鍵となる。
日本機動部隊…WWII 空/海戦 - エポック社/コマンドマガジン日本版（ジャパン・ウォーゲーム・クラシックス）
空母戦。開戦から1943年頃までを扱う。
日本の進撃…WWII 陸戦 - ホビージャパン
太平洋戦争前半のマレー・シンガポール戦のゲームとビルマ侵攻戦のゲームをセットにしたもの。
信長軍記…戦国時代 - ウォーゲーム日本史

ノモンハン1939…WWII 陸戦 - コマンドマガジン日本版

ノルウェイ1940…WWII 海戦 - WWW/ホビージャパン
1940年のノルウェイ侵攻作戦を扱う。面白いのはGDWのEuropaシリーズ「ナルビク強襲」との連動ルールがあり、両ゲームを使うと陸海全てを使うノルウェイ侵攻ゲームになる。

白ロシア大作戦（Red Army)…WWII 陸戦 - ホビージャパン
バグラチオン作戦をテーマとしたフルマップ2枚のゲーム。マップは広いが展開するユニット数が少なく、また1ターンの移動距離が短い。このため、目先の移動戦闘に集中していると、長期展望を持った部隊機動を見失いやすい。
箱館戦争…幕末 - ウォーゲーム日本史
ドナルド・ブースのデザイン。函館戦争は、五稜郭での土方歳三の最後の突撃が人気があり、いくつかのゲームが出ているが戦力差が大きいので競技ゲームとしては成功しにくい。本作は、変形のカードドリブンシステムを利用し、五稜郭から遠い地点に上陸する新政府軍が複数の進撃路にどうリソースを配分するかの駆け引きに焦点を当てて興味深くプレイできる。
長篠・設楽原合戦…戦国時代 - ウォーゲーム日本史

パットン第3軍（猛将パットン）(Patton's 3rd Army)…WWII 陸戦 - SPI/ホビージャパン/コマンドマガジン日本版
米第3軍によるメッツ攻防戦を扱う。
バルジ大作戦…WWII 陸戦 - エポック社/コマンドマガジン日本版
ヒトラー最後の賭け、バルジ大作戦がテーマ。スコルツェニーのコマンド部隊がルール化されている（コマンドを投入せず、代わりに第150装甲旅団としての参加も可能）。
ブダペスト救出作戦(Bitter end)…WWII 陸戦 - ホビージャパン
ウォーゲームブームの時期に、それまで海外作品の輸入販売をしていたホビージャパン社がオリジナル作品に挑戦した初期作品の一つ。邦題よりも「ビターエンド」の副題で呼ばれることが多い。第二次世界大戦の東部戦線のブダペスト救出作戦を描いている。世評の高いPGGシステムの進化形を採用している。海外デザイナーのリック・スペンスを起用しており、後にデザイナーがアメリカの別会社にてコンポーネント規模を拡大した新作を発売した。
ブラウ作戦（Fall Blau）…WWII 陸戦 - コンパスゲームズ
2016年に出版されたWW2東部戦線の山場、ブラウ作戦を扱うビッグゲーム。スターリングラードからコーカサス方面までを舞台にしており、全マップを連結するとカフカス油田の遠さに嘆息させられる。しかし、プレイアビリティは高く、二日間あれば全体を概観することができるようになっている。ディティールの再現と全体のプレイしやすさのバランスが取れた良い作品である。
フリートシリーズ…現代戦/架空戦 作戦級 海戦 - ビクトリーゲームズ
冷戦期、1980年代を舞台にして米ソ激突をシミュレートする現代海戦ゲーム。シリーズ全てを統合して世界的規模の海戦ゲームになる予定であった。
第6艦隊(6th Fleet)
VG社が開発した現代海戦フリートシリーズの第1作。地中海に展開するアメリカ第6艦隊を中心に、主として冷戦末期のソビエト陣営との戦いに焦点を当てている。ジョセフ・バルコスキのデザイン。
第2艦隊(2nd Fleet)
フリートシリーズの第2作。北大西洋に展開するアメリカ第2艦隊を中心に、主として冷戦末期のソビエト陣営との戦いに焦点を当てている。
第7艦隊(7th Fleet)
フリートシリーズの第3作。太平洋に展開するアメリカ第7艦隊を中心に、主として冷戦末期のソビエト陣営との戦いに焦点を当てている。太平洋が舞台であるため、日本周辺がマップにあり、日本の自衛隊兵力も登場する。このため、日本では高い人気があった。

ベーシック3 - ホビージャパン(SPI)
入門編として、SPI社製のクワドリ（小型）ゲーム「スエズを渡れ」「レニングラード」「バルジ大作戦」の三作セットにしたもの。
スエズを渡れ
第三次中東戦争がテーマ。
レニングラード
レニングラード攻防戦。ソ連軍は駒を裏返した未確認ユニットになっており、戦闘が起きないと敵味方共に本当の戦力が判らない。
バルジ大作戦
アルデンヌの戦い。

北海道共和国シリーズ - アドテクノス
北海道共和国…幕末 架空戦 陸/海戦 戦役級
榎本武揚率いる旧幕軍は北海道に新たな共和国政府の建国を宣言したが、官軍はこれを認めず、両者は蝦夷地にて激突する。ユニットは土方歳三ら新撰組の残党などの史実部隊の他、史実では戦争前に嵐で喪失してしまった軍艦開陽丸。ブリュネ大尉率いるフランス軍事顧問団。騎兵隊を指揮して「赤鬼」と恐れられたカスター将軍率いるアメリカ義勇軍等の架空ユニットが加わっている。
ニイタカヤマノボレ…架空戦 海戦
1941年。日本艦隊の根拠地、ハワイ王国真珠湾は突如、米軍の空襲にさらされる。ここに太平洋戦争の幕は切って落とされた。
1ユニット1隻単位のオーソドックスな海戦ゲームだが、蝦夷で敗れ共和国を失った榎本らはハワイへ移住し、ハワイ王族と日本皇族との姻戚を結ぶ工作を推し進め、ハワイ王国はアメリカの併合を免れる、北海道共和国の後日談的歴史が舞台。

マーケットガーデン作戦…WWII 陸戦 - GDW

ユキムラズ・ラスト・バトル 大坂夏の陣…戦国時代 - ウォーゲーム日本史

ラインへの道（Road To Rhine）…WWII 陸戦

ラストギャンブル…WWII 陸戦

#### 戦術/戦闘（級）シミュレーションゲーム
Air Force-Planet to Plane Combat in Europe-1939-1945- エアフォース（シリーズ）…WWII 空戦 戦闘級 - アバロンヒル
1機1ユニットのプロット制戦闘級空戦ゲーム。データカードを使う。
エアフォース
基本セット。欧州戦線が舞台で、登場機種は独、米英軍中心。
ドーントレス
追加モジュール。太平洋戦線を扱う。日本軍とアメリカ海軍機中心。反跳爆撃や雷撃による対艦攻撃ルールが追加された。
エクスパンションキット
追加モジュール。日独英米のマイナー機種他、フランス軍、ソ連軍、イタリア軍の機体を扱う。

Ambush!!（アンブッシュ）シリーズ…WWII 陸戦 戦闘級 - ビクトリーゲームズ・ホビージャパン
アンブッシュ!!
第二次大戦における米軍1個分隊の戦いを描くソリティアゲーム。
Moveout ムーブアウト
アンブッシュモジュール。追加シナリオ集。
パープルハート
アンブッシュモジュール。追加シナリオ集。
バトルヒム
追加モジュールではなく、太平洋戦線を舞台にしたアンブッシュ!!システムの独立作品。ただし、欧州（アンブッシュ!!）で育てた分隊を太平洋へ転属させ、こちらで戦い続けるのも可能である。

B-17…WWII 空戦 戦闘級 - アバロンヒル
一人用のソリティアゲーム。英国に展開したB-17爆撃機の機長となり、設定した自機のクルー各人と共にドイツ本土への爆撃任務を全25ミッション戦い抜く。
1943年が舞台なのでフランスを過ぎると護衛戦闘機が随伴せず、自機もチンターレットのないF型以前である。毎回被弾によって各種機器が壊れたり、クルーが死傷したりと無傷で帰れることは奇跡に近く、昼間爆撃を強行する米第8空軍の無謀さを追体験できる。
Bismarck（戦艦ビスマルクの戦い）…WWII 海戦 戦闘級 - アバロンヒル
1ユニット1隻単位の艦隊戦ゲーム。
Blue Max ブルーマックス…WWI 空戦 戦闘級 - GDW
第一次世界大戦時の航空戦をあつかう。1機1ユニットのプロット制戦闘級空戦ゲーム。タイトルはマックス・インメルマンが受賞したプール・ル・メリット勲章の俗称にちなむ。
Eastern Front Tank Leader …WWⅡ 戦術級 陸戦 - ウェストエンド
第二次世界大戦の東部戦線を扱った戦術級ゲーム。フォーメーションごとのカードを使用して、ランダムな順序でフォーメーションを活性化させていく方式。タンクリーダーシリーズの第1作であり、西部戦線、北アフリカ戦線の続編も登場した。西部戦線の第2作は、ホビージャパンにより日本語版が発売された。
Firepower ファイアーパワー…現代戦 戦闘級 陸戦 - アバロンヒル/ホビージャパン

Fire Team （ファイアーティーム）…現代戦 戦術級 陸戦 - ウェストエンドゲーム
現代戦の戦術戦闘を扱った作品。チットアクティベーション方式を使用しており、戦場の中で激戦区では他より多くのアクションが展開されることを表現していた。デザインは、サウザード。システムの評価は高かったが、冷戦終結でＳＦ化してしまったため、知名度は低い。
Gladiator（剣闘士の戦い）…古代ローマ 戦闘級 陸戦 - アバロンヒル
コロッセオで行われる剣闘士の死闘を再現。互いの行動を事前に用紙に計画して同時に公開して解決する、いわゆるプロット方式のゲーム。
Gunslinger(真昼の決闘)…西部劇 戦闘級 - アバロンヒル・ホビージャパン
アウトロー達による西部劇。1ユニットは1人である。各自の行動を事前に計画して同時に公開するプロット方式であるが、用紙に記入するのではなく各キャラクターに与えられたカードを行動順に並べる方式である。与えられるカードによって、キャラクターの個性や、練度が表現されている（ベテラン程、与えられるカードが多い）。
舞台は大通り、宿屋、保安官事務所、サルーン等がある典型的な西部のタウン。屋根や二階など高度の概念がある。ガンマンの他にナイフ投げの名人やトマホーク使いのインディアンもおり、ベアハッグのような力技も仕えた。格闘戦は射程が短いが、成功率はむしろ高く、接近してしまうと優れたガンマンでも叩きのめされるので油断ならない。
IDEON（伝説巨神イデオン）…アニメ/イデオン 戦術/戦闘級 宇宙戦 - ツクダホビー
アニメ『伝説巨神イデオン』の宇宙戦。1ユニットは艦船1隻、機動兵器1機単位。ソロ星駐留軍（ソロシップ）、バッフ・クラン、地球連合軍の主な機体が登場する。イデオンは登場シナリオ毎にイデLvが設定されており、数値が高くなるとダメージをほとんど与えられなくなるので、バッフ・クラン側は通常攻撃よりも強電磁界攻撃でパイロットを弱らせる方が重要となる。終盤のシナリオで波導ガンやイデオンソードが発動した際に、無数のユニットが豪快に駆逐されるさまは、劇場版『THE IDEON 発動篇 Be INVOKED』を完全に再現している。
PLATOON…ベトナム戦 戦術級 陸戦

S.F.3.D.オリジナル…SF 戦術/戦闘級 - ホビージャパン
模型企画『S.F.3.D.』における戦闘を再現。
Space Hulk…SF 戦闘級 - ゲームズワークショップ
「ウォーハンマー40,000」の世界を舞台に、遭難した宇宙船内でのブラッドエンジェルとジーンスチーラーの戦闘をマルチシナリオで描く。初版では本体＋拡張キット（デスウィング）だったものを第2版では一体化して発売。さらに第3版では最新の模型デザイン技術の粋を投入してリニューアルした。同社では同じような戦闘級ゲームが他にもいくつか発売されている。
STAR FLEET BATTLES（スターフリートバトルズ）…SF 戦術/戦闘級 - FASA
SFドラマ「STAR TREK」の世界の艦対艦戦闘がテーマ。かなりの数の拡張キットが発売されており、作品世界の諸勢力、諸艦種を網羅している。艦の平面図のログシートに鉛筆で損害を記録していくことが特徴的である。同じようなシステムにSJGの「カーウォーズ」がある。
SPQR…戦術級 陸戦 - GMT
共和政時代のローマの著名な戦いをシナリオ形式でプレイできる戦術級ゲーム。古代戦全体を同じシステムでカバーする「Great battles of History」シリーズの第2作。この時代のローマ軍の特徴的な戦術、マニプルスエクステンションが盤上で再現されることで発売当時、古代戦ファンの間で話題になった。デザイナーは、ハーマンとバーグ。
Squad Leader(スコード・リーダー 戦闘指揮官)シリーズ…戦術級 陸戦 - アバロンヒル
Squad Leader(スコード・リーダー 戦闘指揮官)
第2次世界大戦の東部・西部戦線がテーマ。スコード・リーダーシリーズの基本パッケージで、続編をプレイするのに必要となっている。1ユニットが分隊や分隊長、または戦車1台、砲1門のレベルで、1ターン2分、ヘクス対向距離40m。
Cross of Iron（クロスオブアイアン）
東部戦線初期を扱った追加ルール・シナリオ集。
Crescendo of Doom（電撃ドイツ戦車隊）
西部戦線電撃戦を扱った追加ルール・シナリオ集。
G.I. Anvil of Victory（ジーアイ、勝利への道）
アメリカ軍を扱った追加ルール・シナリオ集。

NAVAL WAR…WWII 海戦カードゲーム - アバロンヒル
戦艦同士の砲撃戦ゲーム。戦艦カードの他に口径別の砲弾カード。修理用の絆創膏カードなどがある。攻撃は口径に合う砲弾カードがないと射撃不可能なため、18吋砲を持つ大和級などマイナーな口径の主砲を持つ艦はなかなか砲撃できず、多数派である14吋や16吋砲の搭載艦の方が活躍する場合が多い。
Tank Battles 戦車戦…WWII 陸戦 戦闘級 - ホビージャパン
車両や砲は一両（一門）1ユニット。歩兵は小隊単位。東部戦線の戦車戦を扱う。
Tank Battles 戦車戦II…WWII 陸戦 戦闘級 - ホビージャパン
西部戦線を扱った続編。両者の駒を混在させて遊ぶのも可能。

The Creatures that ate Sheboygan（怪獣征服）…SF 陸戦 戦術級 - SPI
直訳すると「シーボイガン市を喰った奴」である。アメリカの田舎町シーボイガンに怪獣が出現し、街を喰いながら暴れ回るそれを人間側が迎撃する古典的な怪獣映画のシミュレート。登場する怪獣は恐竜タイプの他、飛行タイプ他のオリジナルデザインも可能。マップはスクエアで地方都市シーボイガン市を表し、ユニットは怪獣、破壊される街の残骸や火災マーカー。逃げ惑う避難民の他にパトカー（警官隊）、消防車、在郷軍人会のM4中戦車も登場する。
Up Front（アップフロント）シリーズ…WWII 戦術級 陸戦　カードゲーム - アバロンヒル
Up Front（アップフロント）
　分隊を編成して敵と戦うカードゲーム。戦闘ユニットもダイス判定も全てカード化されていた。登場する軍は米英独ソの四カ国。
Banzai（バンザイ）
追加モジュール。タイトルはバンザイ突撃の意であり、太平洋戦線と日本軍、アメリカ海兵隊を扱う。
The Desert War（ジ・デザートウォー）
追加モジュール。北アフリカ砂漠戦とイタリア軍、フランス軍を扱う。

UP SCOPE!（潜水艦の戦い）…WWII 戦術級 海戦 - SPI
潜水艦対水上艦の戦い。1ユニット1隻。
Wooden ship and iron men（帆船の戦い）…大航海時代 海戦 戦術/戦闘級 - アバロンヒル
帆船同士の海戦を扱う。

アイアンボトムサウンド…WWII 海戦 戦術/戦闘級
1ユニット1隻単位の海戦ゲームだが、ガダルカナル戦役でのサボ島沖夜戦に特化しているのが特徴。プロット制。
アドバンスト・スコードリーダー（Advanced Squad Leader）…WWII 戦術級 陸戦（シリーズ）- アバロンヒル
スコード・リーダーシリーズの第2版。拡張セットになると日本軍、中国軍など前シリーズではオミットされていた欧州以外の戦場も再現可能になっている。
宇宙の戦士（Starship Troopers）…SF 戦術/戦闘級 - アバロンヒル
ロバート・A・ハインラインの同名小説のゲーム化作品。地下に巣を作る蜘蛛型生命体アレクニドと強化服を着込んだテラン（地球）機動歩兵との戦いを描く。他にアレクニドの同盟者であるヒューマノイドも登場する。機動歩兵は1人。アレクニドは1体。ヒューマノイドは分隊単位。光線砲などの重火器は1基単位。
オーラバトラーシリーズ…アニメ/ダンバイン 空戦 戦闘級 - ツクダホビー
アニメ『聖戦士ダンバイン』に登場するオーラマシン同士のプロット制空中戦ゲーム。機体よりもオーラ力が性能を左右するのが特徴。オーラ・キャノンなどの射撃武器もあるが、剣格闘がメインになる。
オーラバトラー
シリーズ第1弾。登場ユニットはオーラバトラーのみ。番組放映中に制作されたので、登場オーラバトラーはレプラカーンまでとなっている。
ウイングキャリバー
シリーズ第2弾。拡張セットに近いが単独でもプレイ可能。ビアレスなど番組後期のオーラバトラーとウイングキャリバー他、オーラバトラー以外のオーラマシン（オーラシップやブブリィ、グライウイングは除く）がセットされている。

ギリシャ・ローマ海戦…古代 戦術級 海戦 - アバロンヒル
ガレー船の海戦を扱う。
空戦マッハの戦い（エアーウォー）…現代 空戦 戦闘級 - SPI/ホビージャパン
1ユニットが戦闘機1機（またはミサイル1発）、1ターンは1秒でジェット戦闘機同士による航空戦をあつかう。超精密ルールなので単に飛行させるだけでも一苦労。

最前線…WWII 陸戦 戦闘級 - バンダイifシリーズ
『バンダイifシリーズ#シリーズ一覧』を参照。
親衛隊…WWII 陸戦 戦術/戦闘級 - バンダイifシリーズ
『バンダイifシリーズ#1500円タイプ』を参照。
装甲擲弾兵…WWII 戦術級 陸戦 - エポック社/国際通信社
中隊規模の戦車戦を中心とした戦術級ゲーム。特徴的なルールとして非手番側の射程内を1ヘクス移動するごとに射撃を受けるルールがあった。これに対して応射もできるが手番側は一回の手番で一回しか射撃できない。非手番側の射撃は無制限であるが、実際には弾薬欠乏ルールが適用されるため無制限という訳ではない。デザイナーは、鈴木銀一郎。続編に「東部戦線」も登場したが、こちらは黒田幸弘のデザイン。

大日本帝国海軍（IJN）…WWII 海戦 戦術/戦闘級 - ホビージャパン
1ユニット1隻単位。対空や対潜戦闘はオミットされており、砲、雷撃による水上戦のみに特化している。
ドイツ装甲師団長…WWII 陸戦 戦術級 - アドテクノス
プレイヤーの立場は東部戦線の一師団を任される装甲師団長。戦闘のみではなく、部隊の損耗、補充。燃料・弾薬などの補給に気を遣いつつ、任期の間、戦い抜くことが要求される。
トップガン…現代空戦 戦闘級
同名映画を扱う。戦闘機模型の駒が特徴。

日本海海戦…WWII 海戦 戦闘級 - バンダイifシリーズ
『バンダイifシリーズ#シリーズ一覧』を参照。

パンツァー・ブリッツシリーズ…陸戦 戦術級 - アバロンヒル
パンツァー・ブリッツ (Panzer Blitz)
第2次世界大戦の東部戦線を扱う。ユニットは小隊、中隊単位。
パンツァー・リーダー (Panzer Leader)
第2次世界大戦の西部戦線を扱う。システム的にはパンツァー・ブリッツと同じであり、登場するユニットを混在させ、ソ連軍とアメリカ軍を戦わせることもできる。
アラブ・イスラエル戦(Arab-Israeli Wars)
中東戦争を扱う。システム的にはパンツァー・ブリッツと同じであるが、さすがにブリッツやリーダーのユニットと混用させるには無理があった。

フライトリーダー（日本語版）…現代 空戦 戦術/戦闘級
1ユニット1機単位の空戦ゲーム。交互移動制なので多数の機体を扱いやすい。
ベンハー…古代戦車競争…古代ローマ 戦闘級 - アバロンヒル
チャリオットによる戦車戦競技を扱う。

幻の八八艦隊…架空戦 海戦 戦闘級 - アドテクノス
ロンドンやワシントン軍縮会議がなかったらを仮定として、八八艦隊による海戦をシミュレートする。

ワールドタンクバトルズ（WTB）…WWII 陸戦 戦闘級 - 国際通信社
第二次世界大戦の戦車戦がテーマ。1ユニットが1両の戦闘級で、厚紙製ユニットの他にワールドタンクミュージアムのミニチュアを使ってもプレイ可能。
戦車道ボードゲーム ぱんつぁー・ふぉー!…架空戦 陸戦 戦闘級 - 国際通信社
アニメ「ガールズ&パンツァー」の戦車戦（戦車道競技）をWTBのシステムを用いて再現したシミュレーションゲーム。プレイ方法を解説したDVDが付属している。

### コンピューターゲーム

#### 戦略（級）コンピューターシミュレーションゲーム
Gyokuji

Hearts of Ironシリーズ
WW2の世界で生き残ることが目標の戦略ゲーム。開始する年代は1936年と1939年の2パターン。
他のゲームと比べると内政が少なく、陸,海,空軍を操作して戦闘を繰り広げる。
Pacific War

エイジ オブ エンパイア シリーズ

- エイジ オブ エンパイア
- エイジ オブ エンパイアII
- エイジ オブ エンパイアIII
- エイジ オブ ミソロジー

エンド ウォー

エンパイア・アースシリーズ

王賊 - ソフトハウスキャラ
個々の戦闘は戦術級。

カンパニー・オブ・ヒーローズ

機動戦士ガンダム ギレンの野望シリーズ

拠点攻略戦は戦闘級。
銀河英雄伝説シリーズ

グランデスト・フリート (Grandest Fleet)
バンダイの連合艦隊を思わせる海軍戦闘ゲーム。時代設定はWW-1から1988年で、アドミラルとして、空母、戦艦、巡洋艦、駆逐艦、潜水艦などを駆使し、敵艦隊と戦う。
グロス・ドイッチュラントシリーズ

三國志シリーズ

シヴィライゼーションシリーズ

シュヴァルツシルトシリーズ

戦国史

太平洋戦記シリーズ

太平洋の嵐シリーズ

D〜欧州蜃気楼〜

提督の決断シリーズ

天下統一シリーズ

天下布武〜英雄たちの咆哮〜

信長の野望シリーズ
エリア攻略戦は戦術級。

フル スペクトラム ウォリアー

ライズ オブ ネイション 〜民族の興亡〜

ヨーロッパ戦線

#### 作戦（級）コンピューターシミュレーションゲーム
海賊王冠 - ソフトハウスキャラ
対艦戦は戦闘級。

日露戦争

#### 戦術/戦闘（級）コンピューターシミュレーションゲーム
After Devil Force〜狂王の後継者〜 - コンパイル
ファンタジー架空戦記だが、部隊はマスケット銃が主要兵器（魔法部隊は準備が必要な砲兵で接近戦では無力）。ユニットは大隊規模。
どちらかと言うなら作戦/戦術級。士気が重要であり、モラル崩壊すると部隊に大兵力が残っていても脆く崩れてしまう。
Harpoon

SDガンダム GGENERATIONシリーズ

Steel Panthers

ヴァンテージ・マスターシリーズ
VM JAPAN

凱歌の号砲 エアランドフォース

キングオブキングス

空母戦記シリーズ

激闘!ソロモン海戦史シリーズ

激闘!八八艦隊海戦史DX（ジュトランド海戦付）

鋼鉄の騎士シリーズ

サクラ大戦シリーズ - セガ（シミュレーションパートのみが相当）

星界の戦旗

戦闘国家シリーズ

大戦略シリーズ
アドバンスド大戦略

ワールドアドバンスド大戦略 〜鋼鉄の戦風〜
部隊やマップは戦術級風だが、生産システムは戦略級風。

ネクタリス

ハイブリッド・フロント

パワードールシリーズ

ファミコンウォーズ

メビウスリンク（姉妹作にはアルファリンク）

モルダヴァイト - CLOVER
ファンタジーアダルトゲームだが、主要なパートは1駒1人のヘックス制戦闘級ゲームである。魔法使い（召喚師）は自ら戦闘する他に、最大3体までマップ上へユニットを召喚して戦うことができる。
門を守るお仕事 - ソフトハウスキャラ